# Sremska Mitrovica
Pour les articles homonymes, voir Mitrovica.
Sremska Mitrovica prononcé en français : [sʁɛmska mitʁovitsa] (en serbe cyrillique : Сремска Митровица, en croate : Srijemska Mitrovica, en hongrois : Szávaszentdemeter) est une ville de Serbie située dans la province autonome de Voïvodine. Au recensement de 2011, la ville intra-muros comptait 37 751 habitants et sa zone métropolitaine, appelée ville de Sremska Mitrovica (Град Сремска Митровица et Grad Sremska Mitrovica), 79 940.
Sremska Mitrovica est l'antique ville romaine de Sirmium qui obtint le statut de colonie et devint une importante position militaire et un centre stratégique de la province de Pannonie ; avec l'instauration de la Tétrarchie, elle devint pour un temps l'une des capitales de l'Empire ; dix empereurs romains sont nés dans la ville ou à proximité. L'actuelle Sremska Mitrovica est le centre administratif du district de Syrmie (Srem).

## Le nom de la ville
Sous l'Empire romain, la ville était connue sous le nom de Sirmium. La région de Syrmie tire son nom de Sirmium.
C'est au début des années 1180 que la ville de Saint Demetrius (Свети Димитрије en Sveti Dimitrije) est devenue Dmitrovica , Mitrovica et finalement Sremska Mitrovica. Sremska Mitrovica signifie la « Mitrovica de Syrmie », car il existe aussi une Mitrovica du Kosovo et une Mitrovica de la Mačva.
En ruthène pannonien la ville est nommée Сримска Митровица, en croate Srijemska Mitrovica, en hongrois Szávaszentdemeter et en allemand Syrmisch Mitrowitz.

## Géographie
Sremska Mitrovica est située sur les bords de la Save, dans la région de Syrmie.

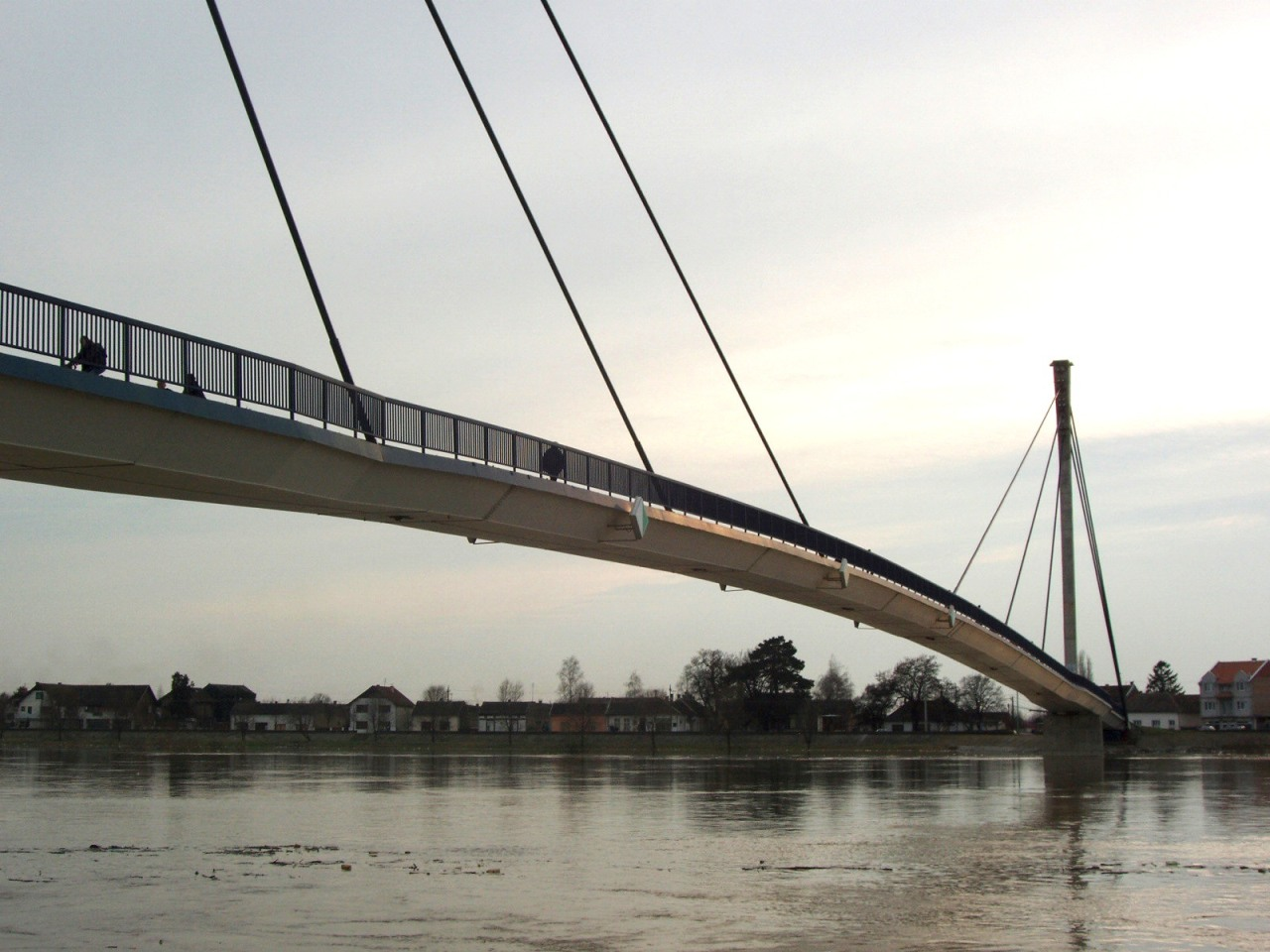
Le Pont Saint-Irénée sur la Save.

## Climat
La station météorologique de Sremska Mitrovica, située à 82 m d'altitude, enregistre des données depuis 1881 (coordonnées 45° 06′ N, 19° 33′ E).
La température maximale jamais enregistrée à la station a été de 41 °C le 9 septembre 1946 et la température la plus basse a été de −29,5 °C le 31 janvier 1987. Le record de précipitations enregistré en une journée a été de 87,4 mm le 18 juin 1954. La couverture neigeuse la plus importante a été de 48 cm les 9 et 10 février 1996.
Pour la période de 1961 à 1990, les moyennes de température et de précipitations s'établissaient de la manière suivante :
| Mois                                       | Janv | Fév  | Mars | Avr  | Mai  | Juin | Juil | Août | Sept | Oct  | Nov  | Déc  | Année |
| ------------------------------------------ | ---- | ---- | ---- | ---- | ---- | ---- | ---- | ---- | ---- | ---- | ---- | ---- | ----- |
| Températures maximales moyennes (°C)       | 3,1  | 6,6  | 12,4 | 17,4 | 22,7 | 25,2 | 27,3 | 27,1 | 23,6 | 18,0 | 10,1 | 5,0  | 16,5  |
| Températures moyennes (°C)                 | -0,8 | 1,8  | 6,2  | 11,5 | 16,5 | 19,3 | 20,7 | 20,2 | 16,5 | 11,2 | 5,7  | 1,2  | 10,8  |
| Températures minimales moyennes (°C)       | -4,1 | -2,1 | 1,2  | 5,7  | 10,5 | 13,3 | 14,5 | 14,1 | 10,9 | 5,9  | 1,8  | -1,9 | 5,8   |
| Moyennes mensuelles de précipitations (mm) | 40,4 | 37,3 | 40,8 | 51,1 | 58,2 | 84,3 | 64,6 | 54,2 | 44,1 | 38,2 | 52,0 | 49,4 | 614,6 |

## Histoire

### Antiquité
Sremska Mitrovica, sous le nom de Sirmium, fut une colonie romaine en Pannonie inférieure, fondée sous les Flaviens face au royaume menaçant des Daces.
Sa situation géographique en fit une position clé du limes danubien : face au territoire des Iazyges coincé entre la Pannonie et la Dacie, elle protégea la grande voie romaine qui passait par les vallées de la Save, du Danube et de la Morava, aux carrefours des routes de Mursa et de Naïssus. Elle devint ainsi une base importante de l’armée d’Illyrie, sur la grande voie terrestre entre l’Occident et l’Orient romain. Son importance fut renforcée par la présence d'un atelier monétaire impérial très actif au IIIe siècle et IVe siècle.
- En 270, l’empereur Claude le Gothique mourut à Sirmium. L'armée cantonnée dans la ville proclama son successeur Aurélien.
- En 276, Probus, originaire de Sirmium devint empereur. En 282, ses soldats l’assassinèrent à Sirmium.
- Au IVe siècle, plusieurs empereurs firent de Sirmium leur capitale : Galère et, à partir de 293, Constant Ier en 337, Valentinien II.
- En 364, les deux frères Valentinien Ier et Valens se partagèrent l’Empire à Sirmium.
- Au milieu du IVe siècle, Sirmium s’impliqua dans le camp arien, au moment des conflits entre nicéens et ariens, avec la tenue de plusieurs conciles  entre 351 et 359, réunis par l’empereur Constance II.
- En 376, l’évêque Ambroise de Milan imposa un évêque nicéen à Sirmium.
- En 395, au moment du partage de l’Empire romain, Sirmium fit partie de l’Empire d'Occident, mais une trentaine d’années plus tard, l’installation des fédérés Huns en Pannonie l’isola de l'Occident.
- En 437, l’empereur Valentinien III dut céder Sirmium, devenue inaccessible, à l’Empire d'Orient. Sirmium devient le verrou défensif des Balkans et de Constantinople contre les invasions venant du moyen Danube.
- En 441, Attila assiégea et prit Sirmium, avant de déferler sur la Thrace. Ces raids des Huns se répétèrent en 447, en 451 et en 469.
- En 504, la ville est prise par les Ostrogoths d'Italie dirigés par Pitzia et Tuluin.
- Après la mort d’Attila en 453, les Huns furent remplacés par les Gépides, dont le roi Cunimund installa sa cour à Sirmium vers 550.
- En 567, les Lombards et leurs alliés Avars attaquèrent Sirmium sans succès, mais détruisirent le royaume Gépide l’année suivante.
- En 582, les Avars s’emparèrent de Sirmium.

### Le Moyen Âge et l'Époque moderne
Après la prise de la ville par les Avars, son sort reste inconnu pendant deux siècles.
À la fin du VIIIe siècle, Sirmium appartint aux Francs, puis, au IXe siècle, elle fit partie du royaume de Bulgarie. Au Xe siècle, elle devint un thème de l'Empire byzantin.
Au début du XIe siècle, la ville fut la résidence de Sermon, duc de Syrmie, vassal de l’empereur bugare Samuel. Mais, après 1018, la ville fut de nouveau intégrée à l’Empire byzantin.
À partir de la fin du XIe siècle, Sirmium devint un objet de dispute entre les Byzantins et le royaume de Hongrie. En 1180, la ville devint finalement hongroise.
Au XIIIe siècle, la ville est renommée Dimitrovica, en référence au monastère dédié à saint Démétrius.
Vers 1451, la ville fut un moment la possession du despote serbe Đurađ Branković.
En 1521, après la prise de Belgrade, la ville passa pour près de deux siècles sous le contrôle de l’Empire ottoman. Sous les Ottomans, Sremska Mitrovica était la plus grande ville de Syrmie ; elle fut le centre administratif du sandjak de Srem (sandjak de Syrmie).
Durant la grande guerre turque, en 1688, les forces des Habsbourg s’emparèrent de la ville ; la population turque prit la fuite. À la suite du traité de Passarowitz conclu en 1718, elle est officiellement rattachée à la monarchie autrichienne. Dès que le traité de Belgrade a été signé en 1739, Sremska Mitrovica fut intégrée aux confins militaires des Habsbourg (krajina de Slavonie, siège du régiment N° IX de Petrovaradin).
Pendant les mouvements révolutionnaires de 1848, Mitrowicz (plus tard Mitrowitz) fit partie d’une région serbe autonome à l’intérieur de l’empire d'Autriche. Elle fut réintégrée aux confins militaires, au sud du voïvodat de Serbie et du Banat de Tamiš en 1849. 

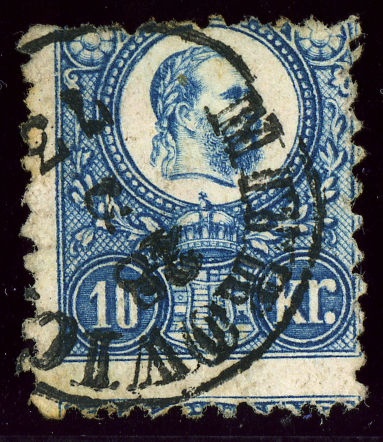
Mitrovica dans le royaume de Hongrie en 1873.

Après le compromis de 1867 et le compromis croato-hongrois, les confins militaires sont dissous et la ville appartient alors au royaume de Croatie-Slavonie (comitat de Syrmie), une partie des pays de la Couronne de saint Étienne (« Transleithanie »), au sein de l'Autriche-Hongrie. Au recensement de 1910, la ville comptait 12 909 habitants et la région contrôlée par la ville 32 012.

### L'époque contemporaine
En 1918, l'Empire austro-hongrois fut demantelé. Le 24 novembre 1918, l’assemblée de Syrmie, rassemblée à Ruma, décida de rejoindre le royaume de Serbie, qui venait de réaliser son unité avec le royaume du Monténégro. L'ensemble prit le nom de royaume des Serbes, Croates et Slovènes et, en 1929, celui de royaume de Yougoslavie.
Pendant la Seconde Guerre mondiale, la ville fut occupée par les troupes de l’Axe et rattachée à l’État indépendant de Croatie. À cette époque la ville fut appelée Hrvatska Mitrovica, la « Mitrovica de Croatie ».
En 1945, la ville fut rattachée à la province autonome de Voïvodine, à l’intérieur de la Yougoslavie socialiste. De 1992 à 2003, elle fit partie de la république fédérale de Yougoslavie, qui devint ensuite la communauté d'États de Serbie-et-Monténégro. Depuis 2006, elle fait partie de la république de Serbie.
Un goulag y a été mis en place par Tito.

## Organisation administrative de la ville de Sremska Mitrovica
Sremska Mitrovica fait partie des 23 « villes » (au singulier : Град / Grad ; au pluriel : Градови / Gradovi) qui, en plus de Belgrade, sont officiellement définies par la loi sur l'organisation territoriale de la république de Serbie votée par l'Assemblée nationale du pays le 28 décembre 2007 ; cette entité territoriale porte le nom de ville de Sremska Mitrovica (en serbe : Град Сремска Митровица et Grad Sremska Mitrovica) et comprend, outre la cité de Sremska Mitrovica intra muros, tout son territoire métropolitain, qui compte 26 localités périrubaines.

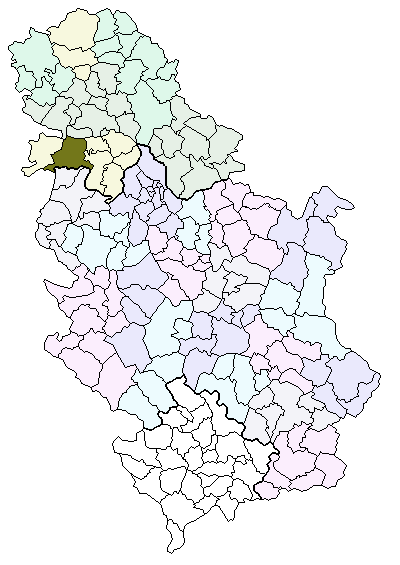
Localisation de la ville de Sremska Mitrovica.
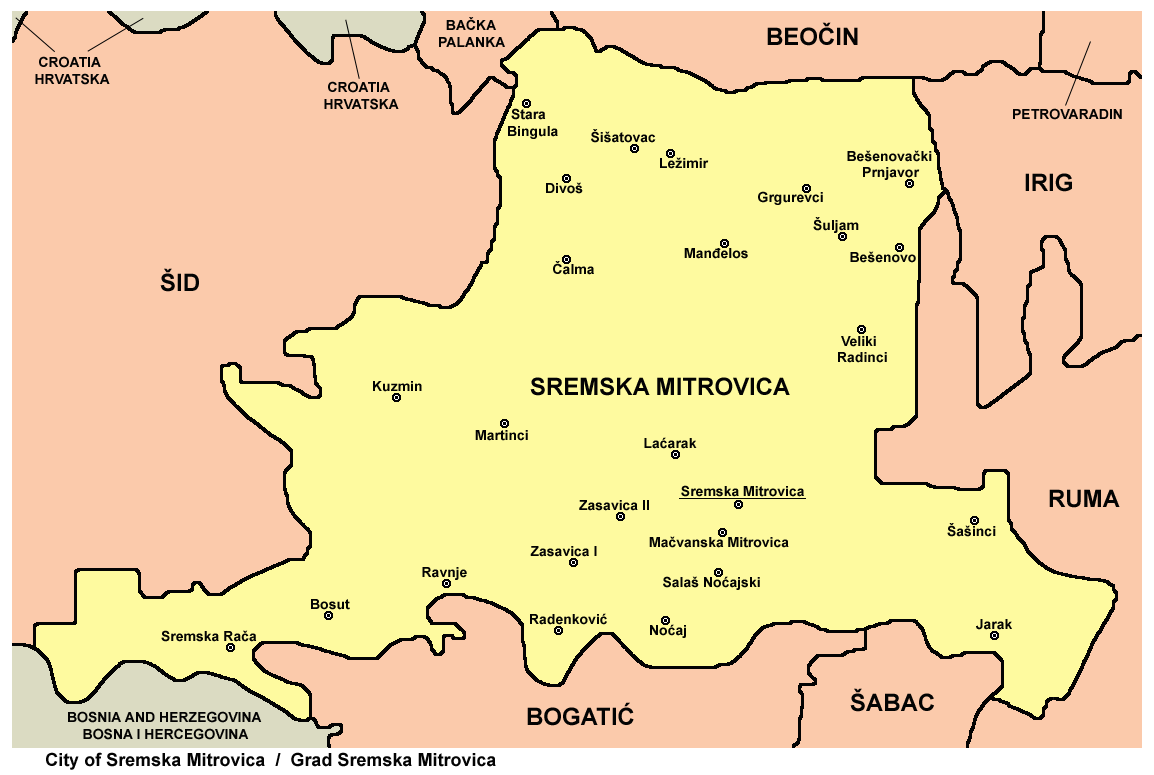
Localités de la ville de Sremska Mitrovica.

### Localités de la ville de Sremska Mitrovica
La ville de Sremska Mitrovica (ex-municipalité) compte 26 localités :
| - Bešenovački Prnjavor - Bešenovo - Bosut - Veliki Radinci - Grgurevci - Divoš - Zasavica (Gornja Zasavica) - Zasavica (Donja Zasavica) - Jarak | - Kuzmin - Laćarak - Ležimir - Manđelos - Martinci - Mačvanska Mitrovica - Noćaj - Ravnje - Radenković | - Salaš Noćajski - Sremska Mitrovica - Sremska Rača - Stara Bingula - Čalma - Šašinci - Šišatovac - Šuljam |

## Démographie

### Sremska Mitrovicaintra muros

#### Évolution historique de la population
| 1948   | 1953   | 1961   | 1971   | 1981   | 1991   | 2002   | 2011   |
| ------ | ------ | ------ | ------ | ------ | ------ | ------ | ------ |
| 13 183 | 15 546 | 20 790 | 31 986 | 37 628 | 38 834 | 39 084 | 37 751 |

|  |

#### Données de 2002
Pyramide des âges (2002)
En 2002, l'âge moyen de la population de la ville intra muros était de 38 ans pour les hommes et 40,9 ans pour les femmes.
Répartition de la population par nationalités dans la ville (2002)
En 2002, les Serbes représentaient environ de 79,5 % de la population de la ville ; on y comptait notamment des minorités croates (5,4 %), ruthènes (1,6 %), hongroises (1,3 %) et ukrainiennes (1 %).

#### Données de 2011
Pyramide des âges (2011)
En 2011, l'âge moyen de la population de la ville était de 42 ans, 40,3 ans pour les hommes et 43,5 ans pour les femmes.

### Ville de Sremska Mitrovica

#### Données de 2002 (municipalité)
Pyramide des âges (2002)
Répartition de la population par nationalités dans la municipalité de Sremska Mitrovica (2002)
En 2002, les Serbes représentaient environ 87,3 % de la population de la municipalité ; on y comptait notamment une minorité croate représentant près de 3 % de la population. Toutes les localités possédaient une majorité de peuplement serbe.

#### Données de 2011 (Ville)
Pyramide des âges (2011)
En 2011, l'âge moyen de la population dans la Ville était de 42,2 ans, 40,7 ans pour les hommes et 43,7 ans pour les femmes.
Répartition de la population par nationalités (2011)
Selon le recensement de 2011, la structure générale de la population de la Ville « par nationalité » est restée relativement stable, avec 87,3 %  de Serbes et 2,6 % de Croates. Par rapport à 2002, la population rom augmente sensiblement (près de 1,5 % contre 0,6 %) ; la catégorie de recensement des Yougoslaves, qui se réfère à la république fédérative socialiste de Yougoslavie sans marque de nationalité, est en nette régression (0,3 % contre 1,4 %),.

## Religions (2002)
En 2002, l'actuelle ville de Sremska Mitrovica était peuplée à près de 89 % par des Serbes orthodoxes. Son territoire dépend l'éparchie de Syrmie (en serbe cyrillique : Епархија сремска), dont le siège est à Sremski Karlovci.

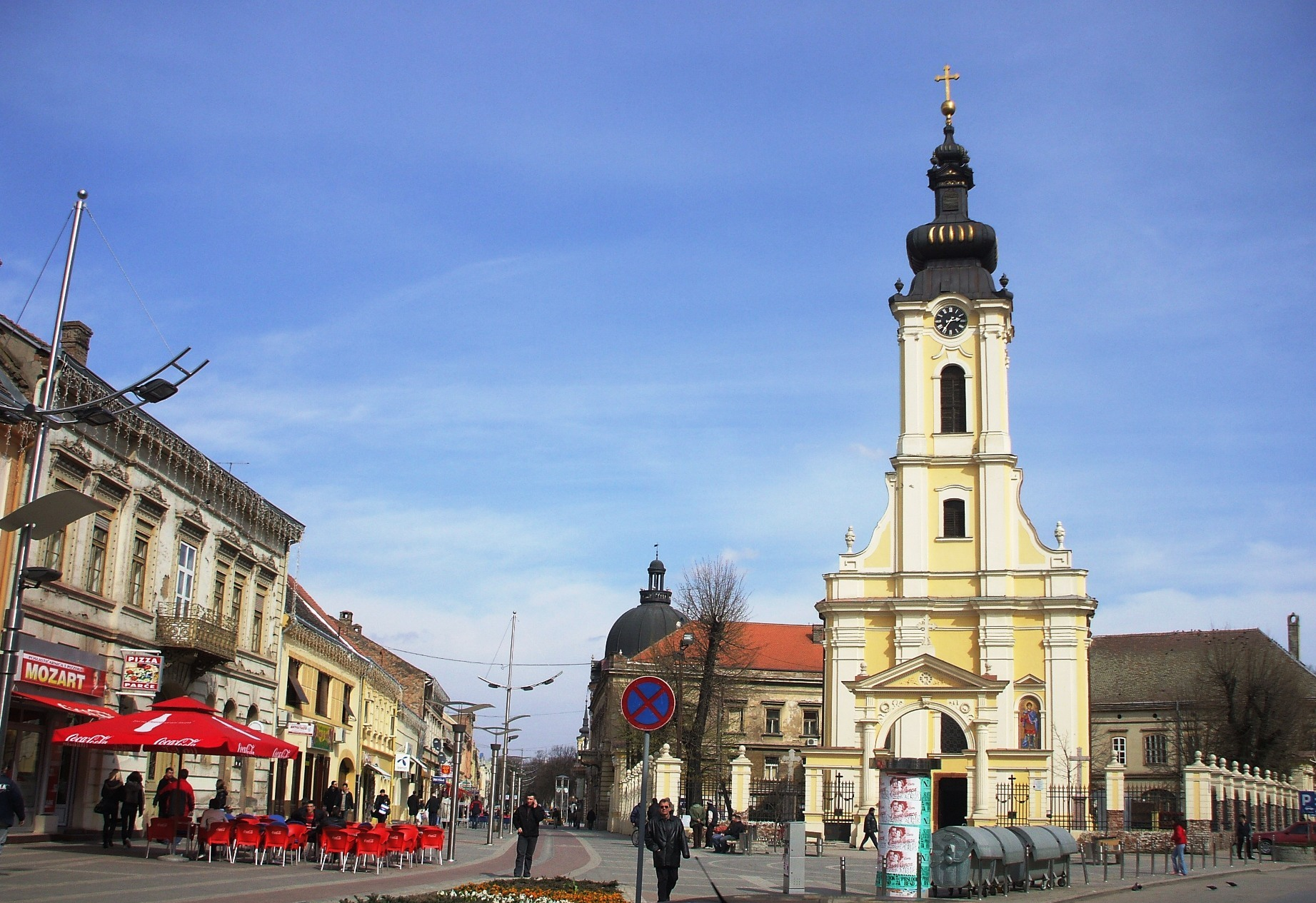
L'église orthodoxe Saint-Dimitri de Sremska Mitrovica.

En 2002, les Catholiques représentaient 4,5 % de la population ; Sremska Mitrovica est le siège du diocèse de Syrmie, diocèse suffragant de l'archidiocèse de Đakovo-Osijek dont le siège est en Croatie.

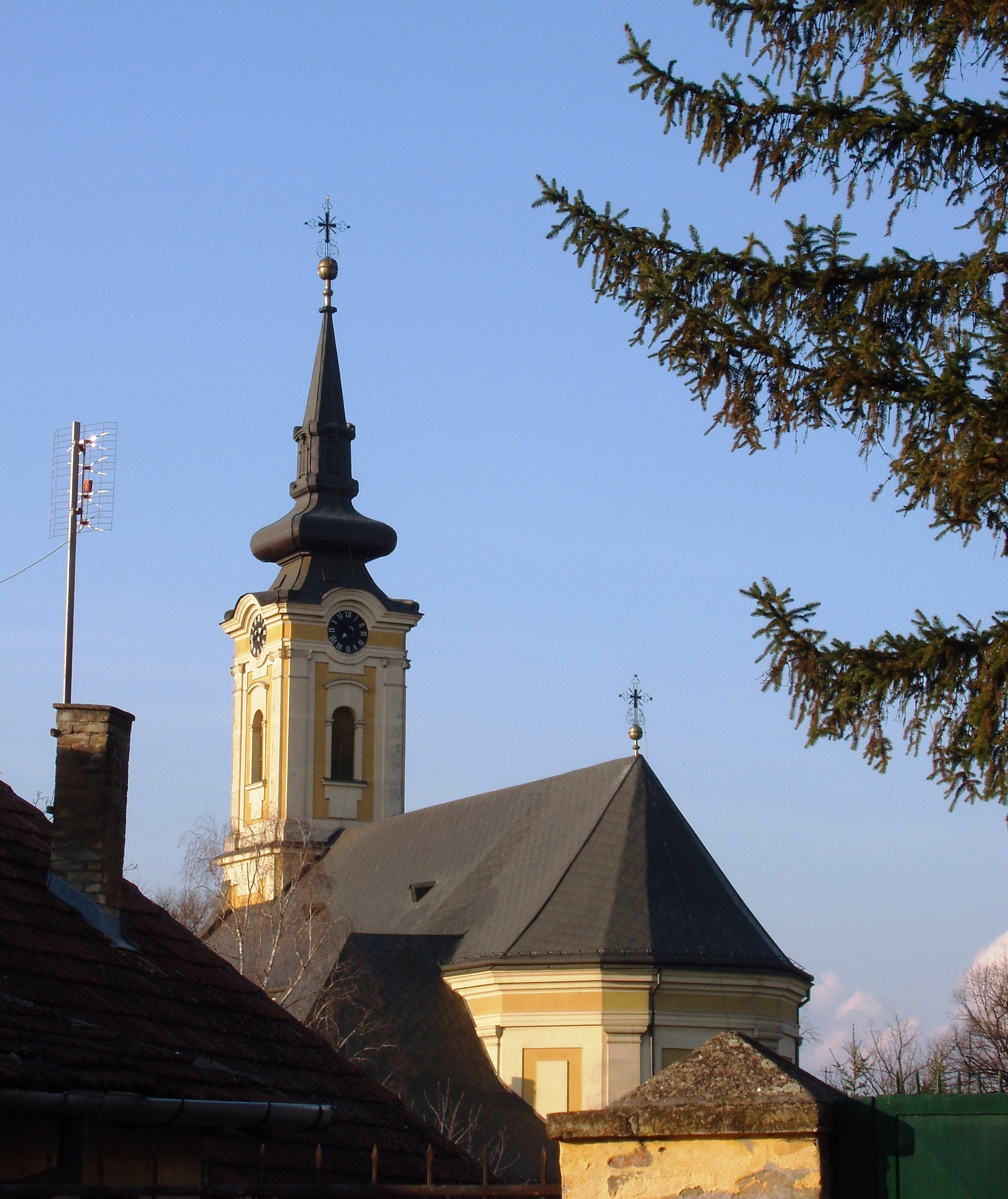
L'église catholique romaine de Sremska Mitrovica.

## Politique
En tant que Ville (en serbe : Град et Grad), Sremska Mitrovica est dotée d'un maire (gradonačelnik) élu pour quatre ans, qui exerce des fonctions représentatives et exécutives, ainsi que d’un gouvernement ou conseil municipal (en serbe : gradsko veće). Une assemblée municipale (skupština grada), composée de 61 membres, est élue pour quatre ans en même temps que le maire ; elle représente le pouvoir législatif de la Ville.
À la suite des élections locales serbes de 2008, les 61 sièges de l'assemblée municipale de Sremska Mitrovica se répartissaient de la manière suivante :
| Parti                                                 | Sièges |
| ----------------------------------------------------- | ------ |
| Parti démocratique                                    | 20     |
| Parti radical serbe                                   | 20     |
| Parti démocratique de Serbie                          | 9      |
| G17 Plus et Ligue des sociaux-démocrates de Voïvodine | 3      |
| Autres                                                | 9      |

Branislav Nedimović, membre du Parti démocratique de Serbie (DSS) de l'ancien premier ministre Vojislav Koštunica, a été élu maire de la Ville, tandis qu'Aleksandar Prodanović, membre du Parti démocratique (DS) du président Boris Tadić, qui dirigeait la liste Pour une Serbie européenne soutenue par Tadić, a été élu président de l'assemblée municipale.

## Architecture

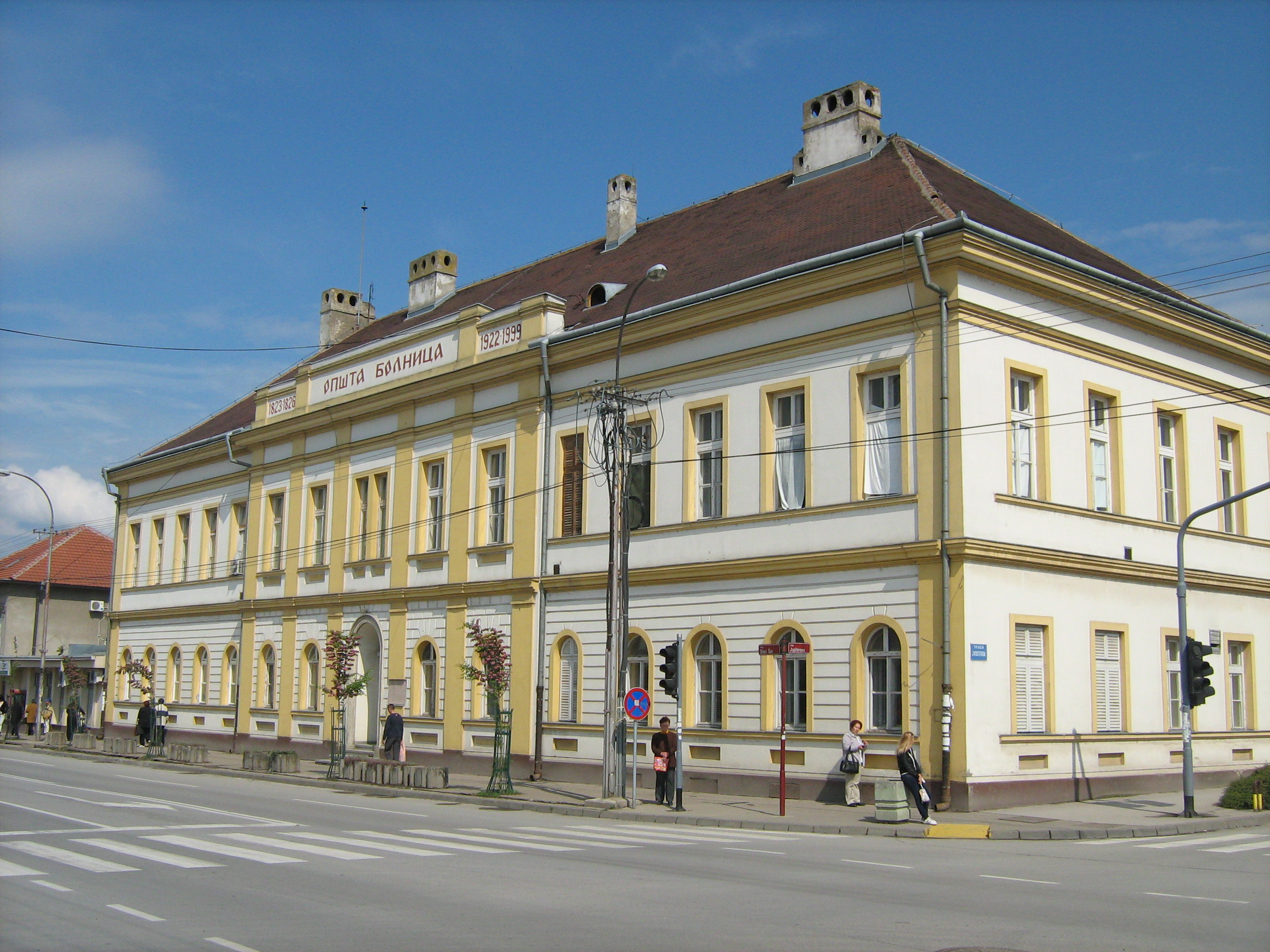
Le vieil hôpital.

Sremska Mitrovica abrite de nombreux édifices appartenant au patrimoine culturel de Serbie, notamment autour du Žitni trg (la « place de la Foire au blé ») et du Trg Svetog Stefana, deux places qui sont inscrites sur la liste des entités spatiales historico-culturelles de grande importance de la république de Serbie.

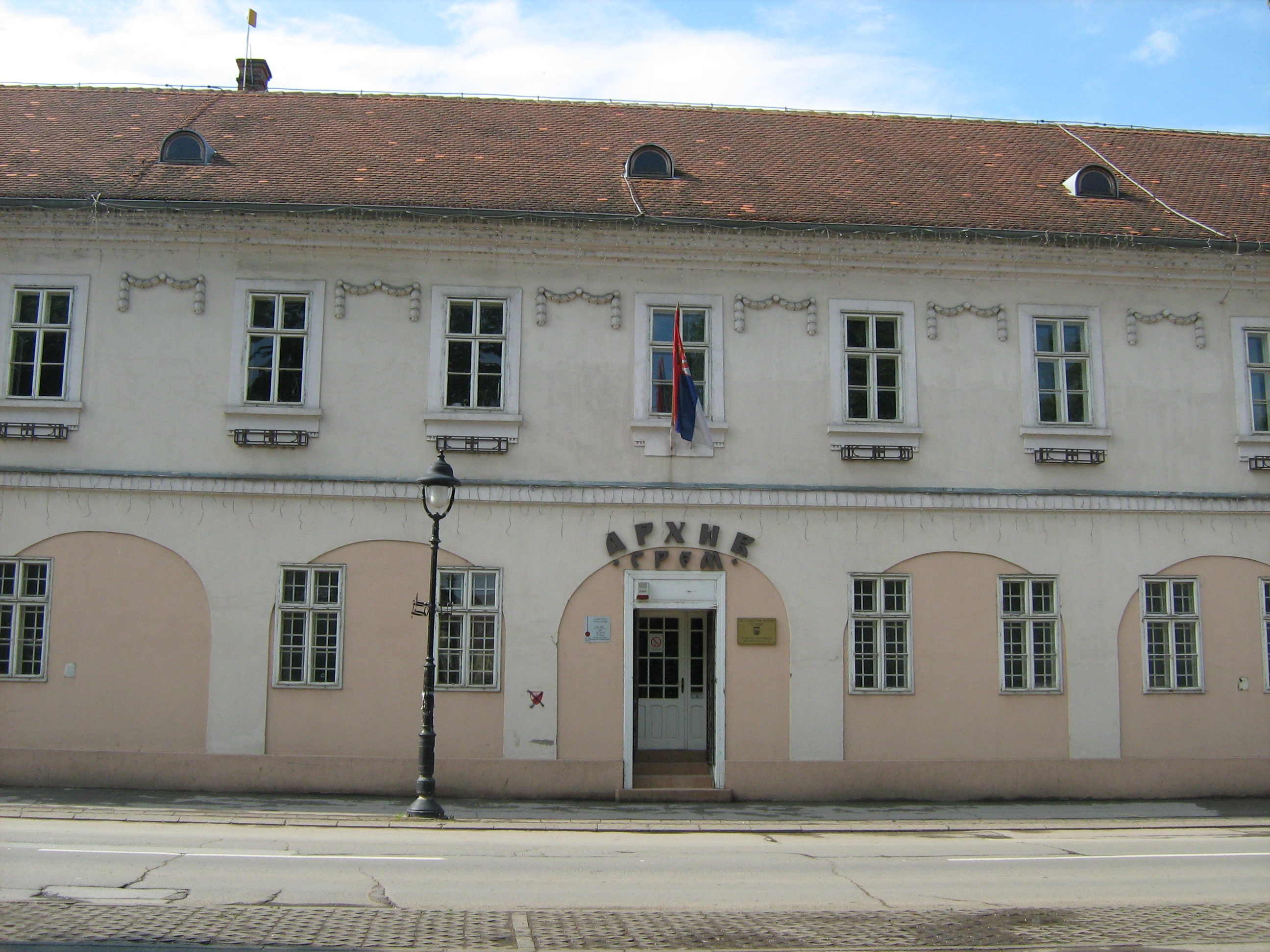
Les archives historiques.

Parmi les édifices religieux de la ville figure l'église Saint-Étienne, construite à la fin du XVIe siècle ou au début du XVIIe siècle dans un style rappelant celui des églises en bois traditionnelles ; l'actuelle iconostase de l'église, qui date de la seconde moitié du XVIIIe siècle, a été peinte par Teodor Kračun dans le style baroque serbe ; l'église est considérée comme un monument culturelle d'importance exceptionnelle. L'église orthodoxe Saint-Dimitri a été édifiée entre 1791 et 1794 et la cathédrale catholique Saint-Dimitri en 1810.
Parmi les édifices civils figurent un bâtiment de la Frontière militaire, construit en 1747, qui abrite aujourd'hui l'Institut pour la protection du patrimoine de Sremska Mitrovica et le vieil hôpital, construit en 1826. L'entrepôt de céréales Bojana remonte au XVIIIe siècle et le bâtiment de la garde principale, qui abrite aujourd'hui les archives historiques de la ville, date de la seconde moitié du XVIIIe siècle. L'actuel commissariat de police est installé dans un bâtiment construit en 1877. D'autres édifices sont classés parmi les monuments culturels protégés du pays, comme le bâtiment du Tribunal de district, le bâtiment du Tribunal de la ville, la galerie Lazar Vozarević, le bâtiment du Théâtre Dobrica Milutinović, la bibliothèque Gligorije Vozarević, le bâtiment de la gare ou le bâtiment du lycée.

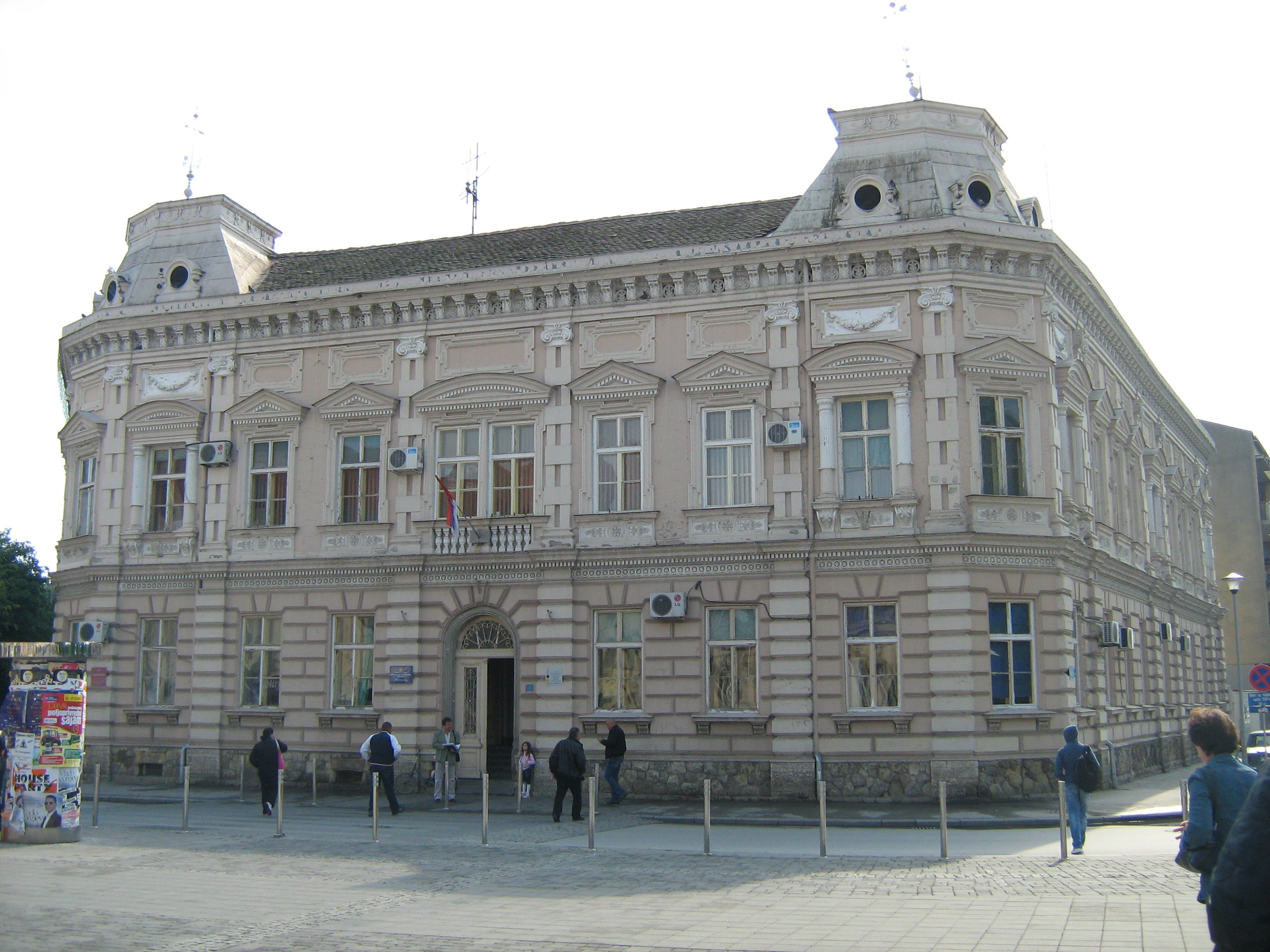
Le commissariat de police.

Plusieurs résidences ou édifices privés sont également classés, comme une maison qui date de la seconde moitié du XIXe siècle. Sremska Mitrovica abrite également la maison natale d'Ilarion Ruvarac.

## Culture

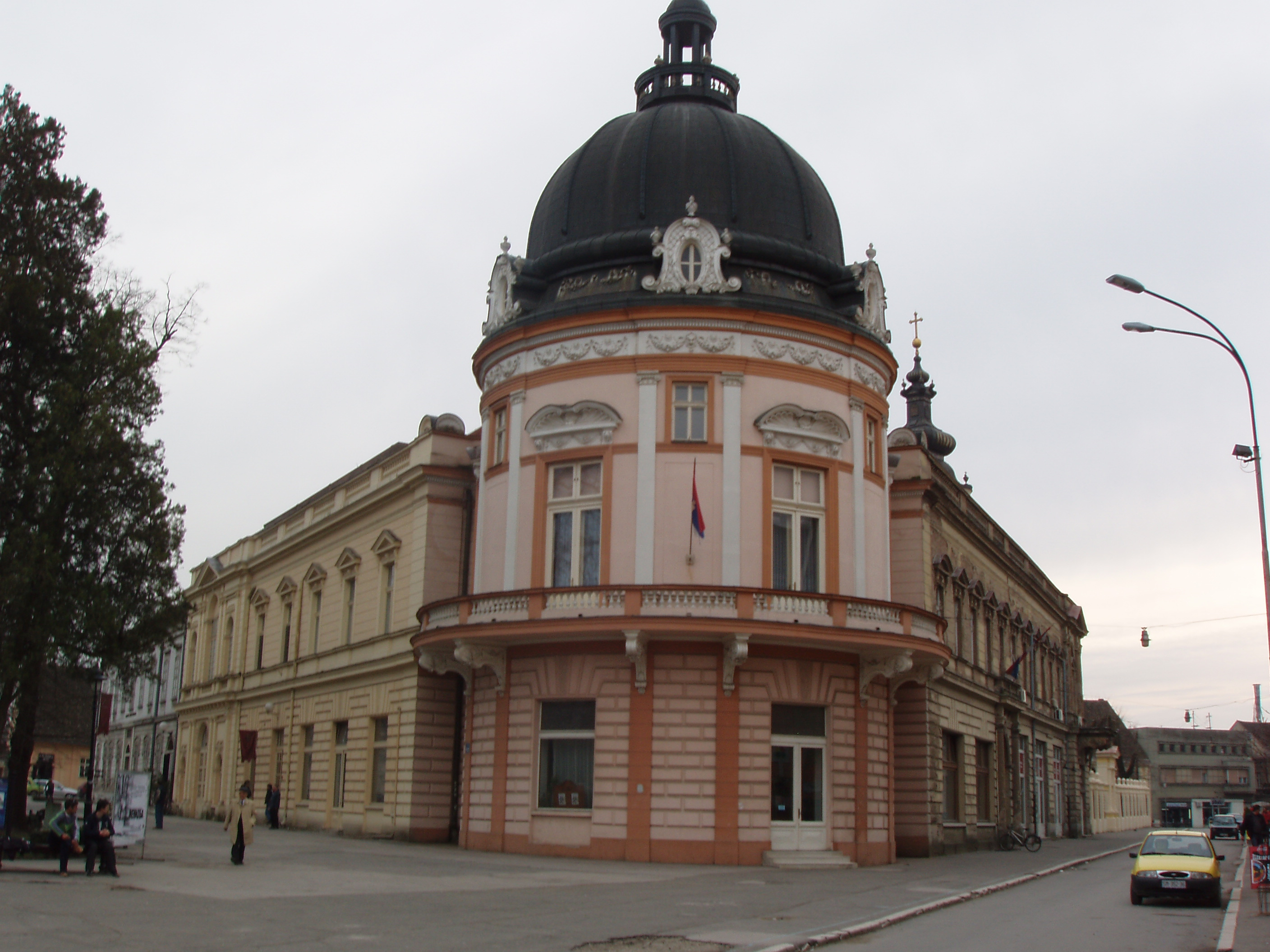
La bibliothèque municipale de Sremska Mitrovica.

## Sport
Sremska Mitrovica possède un club de football, le FK Srem.

## Éducation

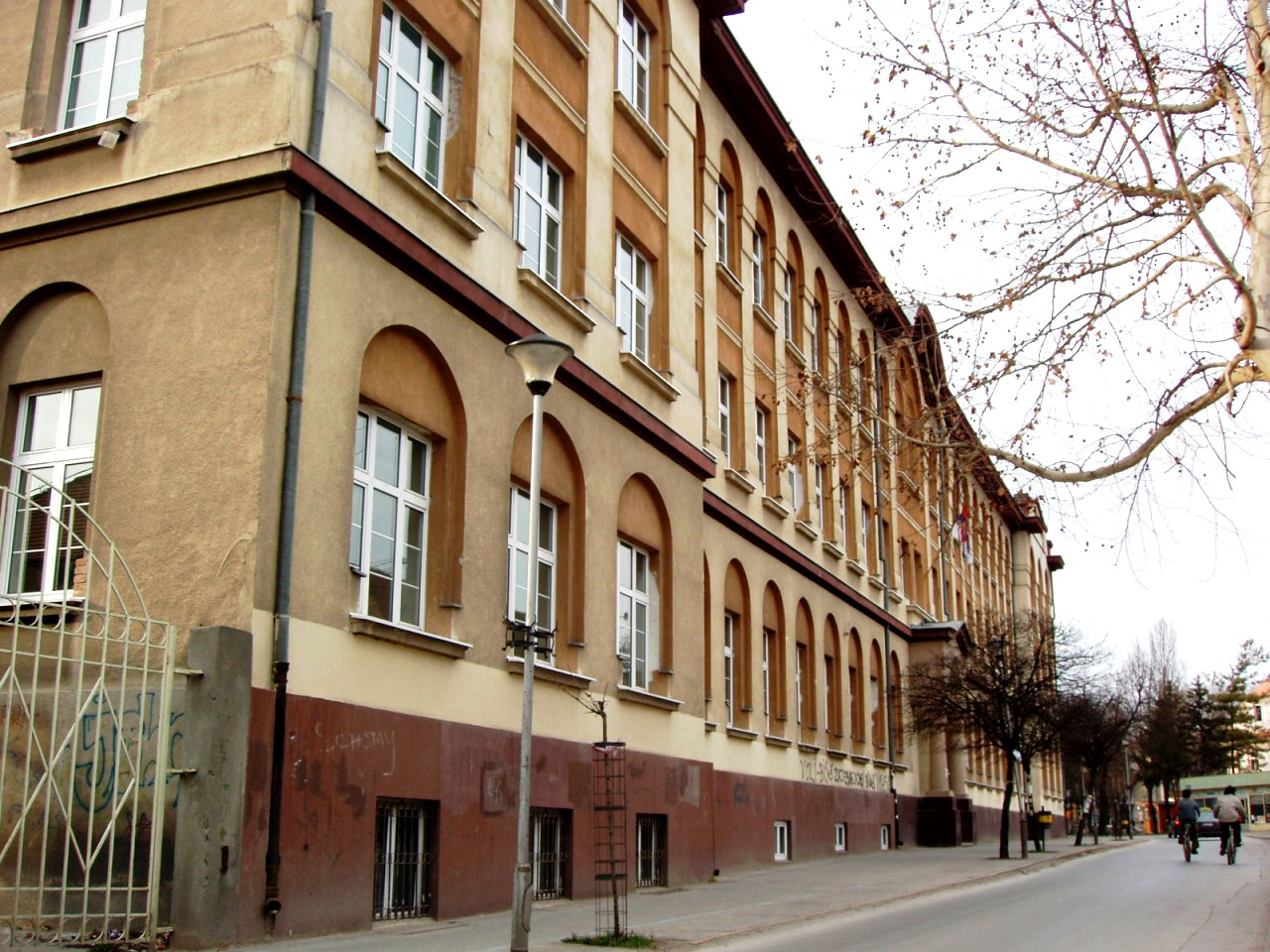
Le Lycée de Sremska Mitrovica.

## Économie
Sremska Mitrovica est le siège de la société Luka Leget, qui travaille dans le domaine des transports et de la logistique ; elle est spécialisée dans la manipulation et le stockage de toutes sortes de marchandises transportées par route ou chemin de fer ; elle propose également à ses clients un service de tri, d'emballage et de pesée. Elle dispose de 20 000 m2 d'entrepôts couverts et de 10 ha d'entrepôts en plein air ; située au bord du Danube, elle dispose d'équipement pour le chargement et le déchargement des cargos ; elle dispose également d'une flotte susceptible de transporter du gravier et du sable. Cette entreprise entre dans la composition du BELEXline, l'un des trois indices de la Bourse de Belgrade.

## Tourisme

### Milieux naturels

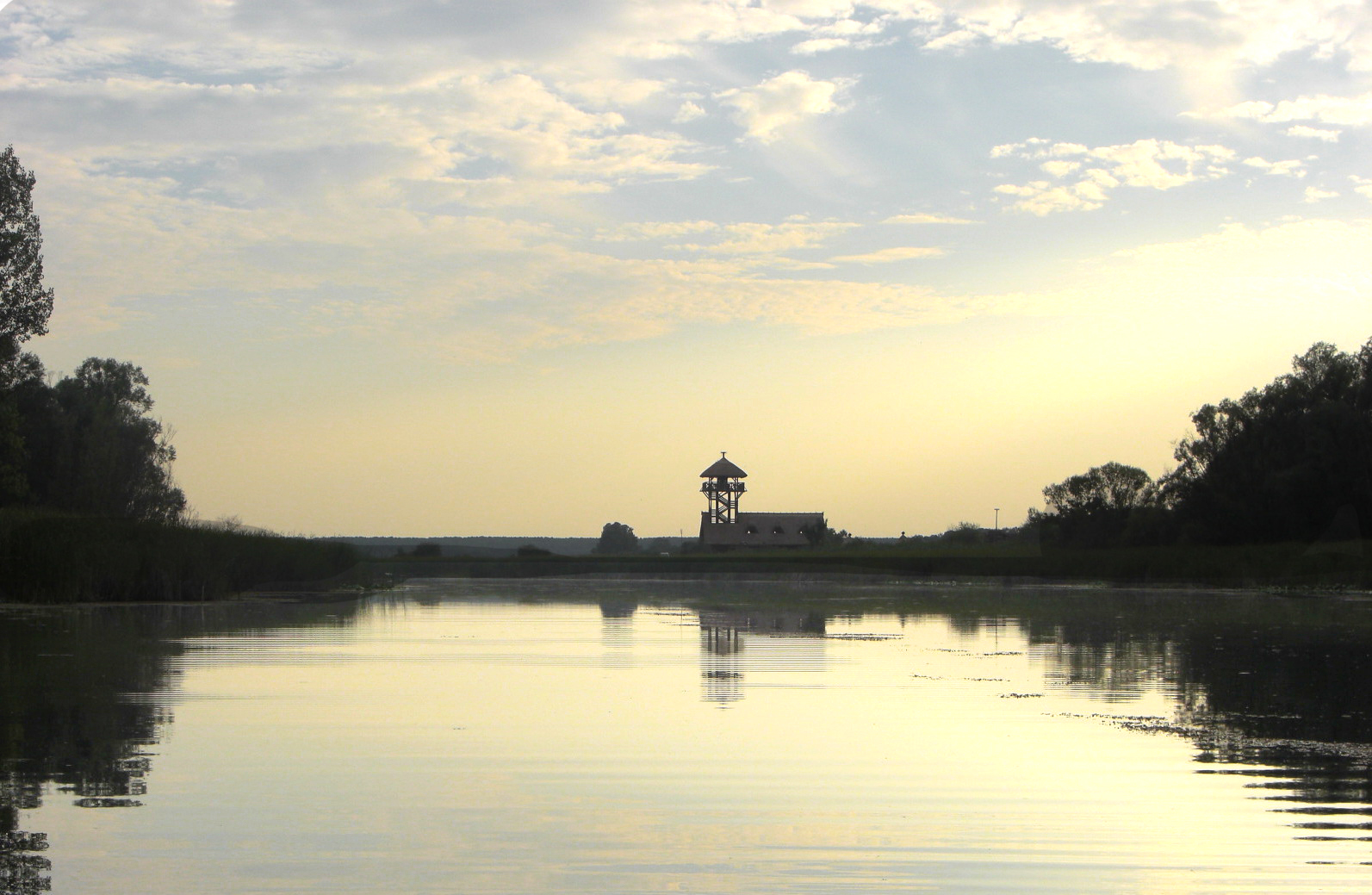
La réserve naturelle de Zasavica.

Le territoire de la ville de Sremska Mitrovica offre des possibilités pour les amateurs de milieux naturels. Il abrite notamment une partie du parc national de la Fruška gora, ; en 2000, le massif a été désigné comme une zone importante pour la conservation des oiseaux (en abrégé : ZICO). On y trouve aussi une partie de la réserve naturelle de Zasavica, qui s'étend sur 760 ha, près du village de Zasavica ; depuis 2000, sur 5 200 ha, elle a été définie comme une zone importante pour la conservation des oiseaux et, depuis 2008, elle figure sur la liste des sites Ramsar pour la conservation des zones humides,.
La « réserve naturelle intégrale » de Stara Vratična est située près de Kuzmin. Sur 17 500 ha, la forêt de Bosut constitue une zone importante pour la protection des oiseaux.

### Monuments culturels
Beaucoup de villages de Sremska Mitrovica abritent des monuments culturels classés.

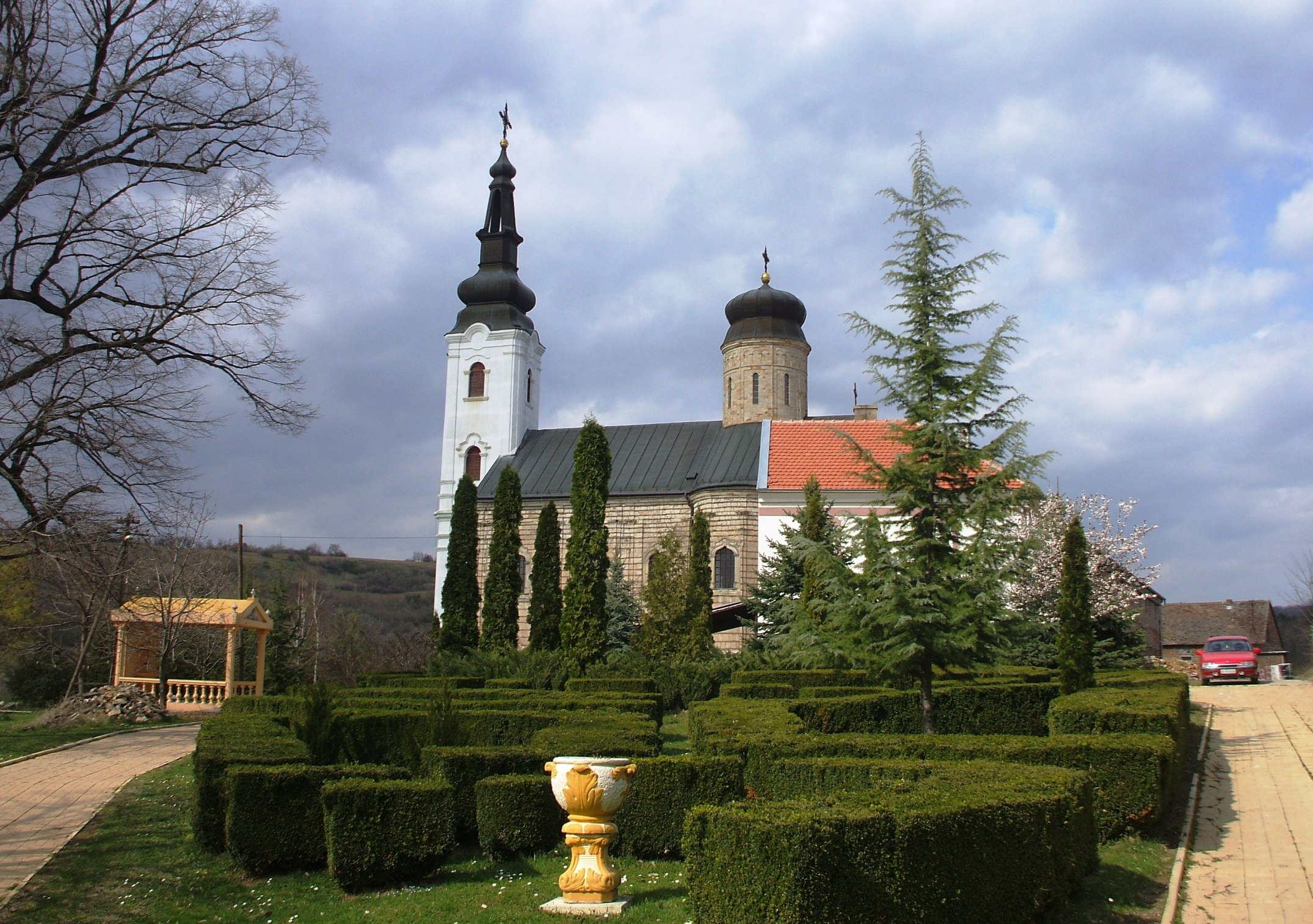
Le monastère de Šišatovac.

Au nord de la ville, dans le massif de la Fruška gora se trouvent quatre monastères orthodoxes serbes classés parmi les monuments culturels d'importance exceptionnelle de la république de Serbie. Le monastère de Divša, situé entre les villages de Vizić et Divoš, a sans doute été fondé par le despote serbe Jovan Branković à la fin du XVe siècle ; il est mentionné pour la première fois dans des documents turcs de la seconde moitié du XVIe siècle. Le monastère de Kuveždin se trouve lui aussi près de Divoš ; la tradition attribue sa fondation à Stefan Štiljanović qui fut despote de Serbie de 1537 à 1540 mais la première mention avérée de cet établissement religieux remonte à 1566-1569. Selon la tradition, le monastère de Petkovica, à Ležimir, a été fondé par Jelena, la veuve de Stefan Štiljanović ; les archives attestent de son existence en 1566-1567. La fondation du monastère de Šišatovac est attribuée à des moines réfugiés du monastère de Žiča ; son existence est attestée au milieu du XVIe siècle ; il est associé au souvenir de l'archimandrite Lukijan Mušicki (1777-1837), auteur du Miroir de la harpe de Šišatovac : après l'échec du premier soulèvement serbe contre les Ottomans, en 1813, ce haut dignitaire de l'Église orthodoxe serbe, qui était en même temps un linguiste, dirigea le monastère et y reçut Vuk Stefanović Karadžić, le grand réformateur de la langue serbe.

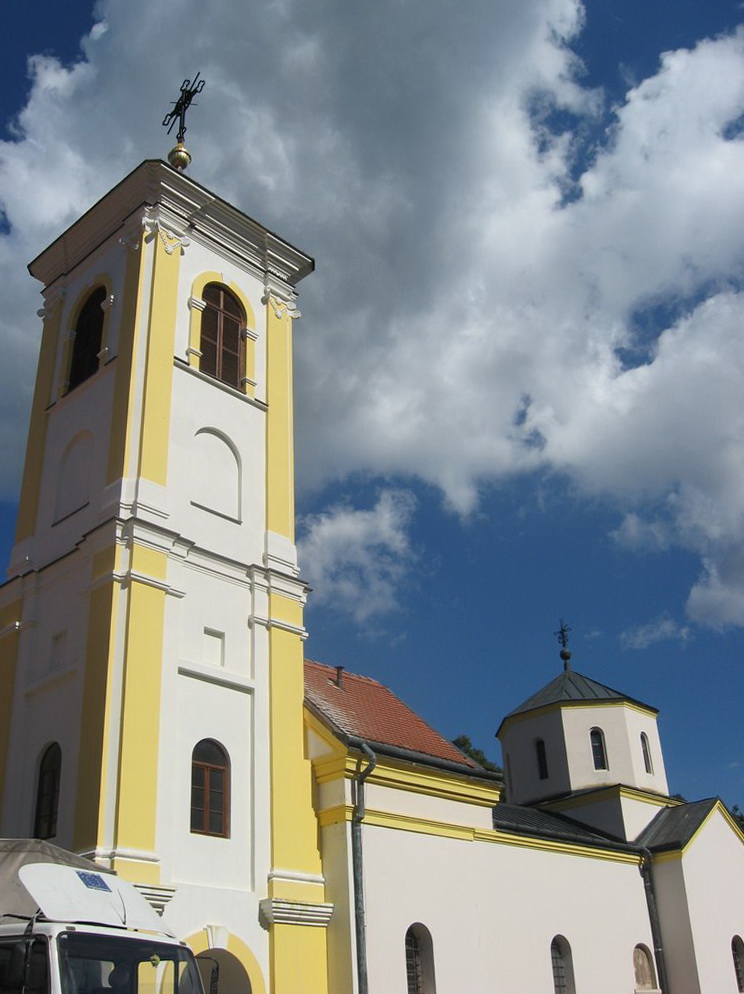
Le monastère de Divša.
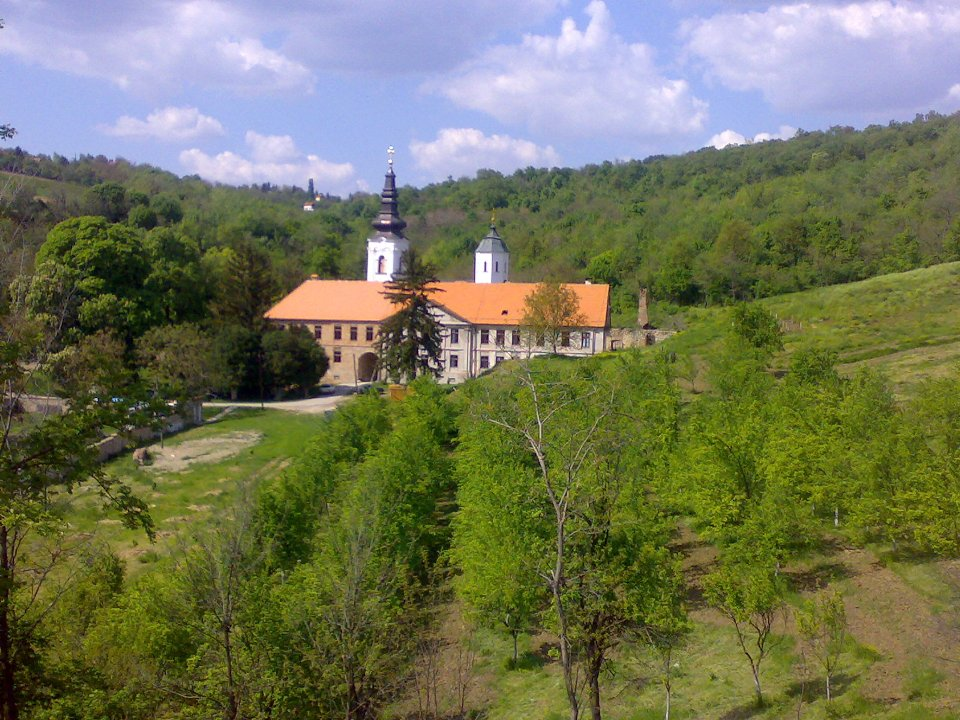
Le monastère de Kuveždin.
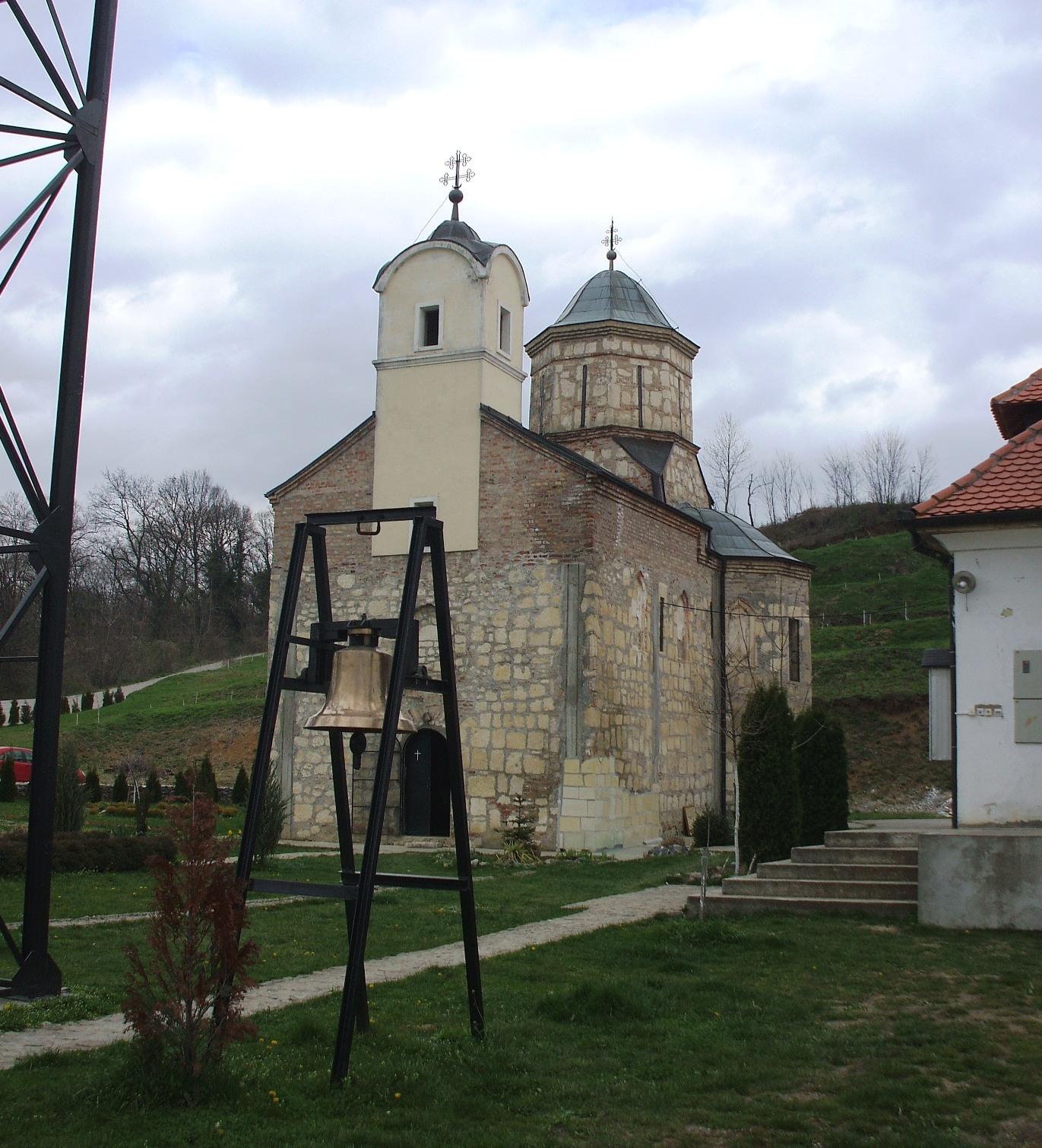
Le monastère de Petkovica.

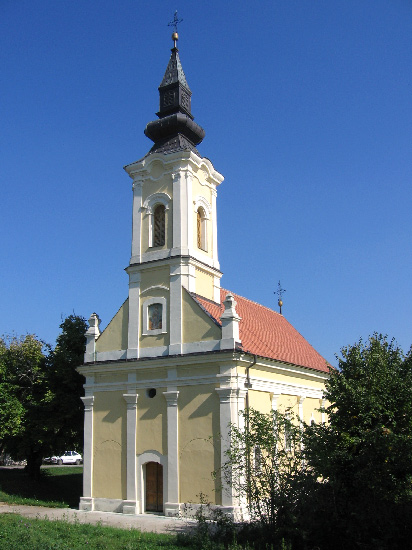
L'église Saint-Nicolas de Šuljam.

L'église Saint-Georges de Divoš a été bâtie en 1769 et l'église Saint-Georges de Jarak en 1779. L'église Saint-Gabriel de Veliki Radinci a été construite en 1780 ; à Grgurevci, l'église Saint-Michel date elle aussi de 1780. L'église Saint-Nicolas de Martinci remonte à la seconde moitié du XVIIIe siècle, tout comme l'église de la Descente-du-Saint-Esprit à Šašinci et l'église Saint-Nicolas de Šuljam. L'église Saint-Georges de Manđelos a été édifiée en 1802. L'église de la Sainte-Trinité à Zasavica a été construite entre 1894 et 1899.
Le village de Kuzmin abrite une église dédiée à saint Côme et saint Damien, édifiée entre 1773 et 1793 ; il abrite aussi deux greniers anciens classés, l'un situé 94 rue Savska et remontant aux années 1840, l'autre situé 57 rue Zmaj Jovina et daté de 1825. L'église Saint-Michel de Laćarak remonte à la seconde moitié du XVIIIe siècle ; le village abrite également un grenier remontant à la première moitié du XIXe siècle. En plus de son monastère, Ležimir possède deux monuments classés : l'église Saint-Georges datée de la seconde moitié du XVIIIe siècle et une maison rurale qui remonte à la fin du même siècle.

## Transports
Sremska Mitrovica est située le long de l'autoroute serbe A3 (route européenne E70).

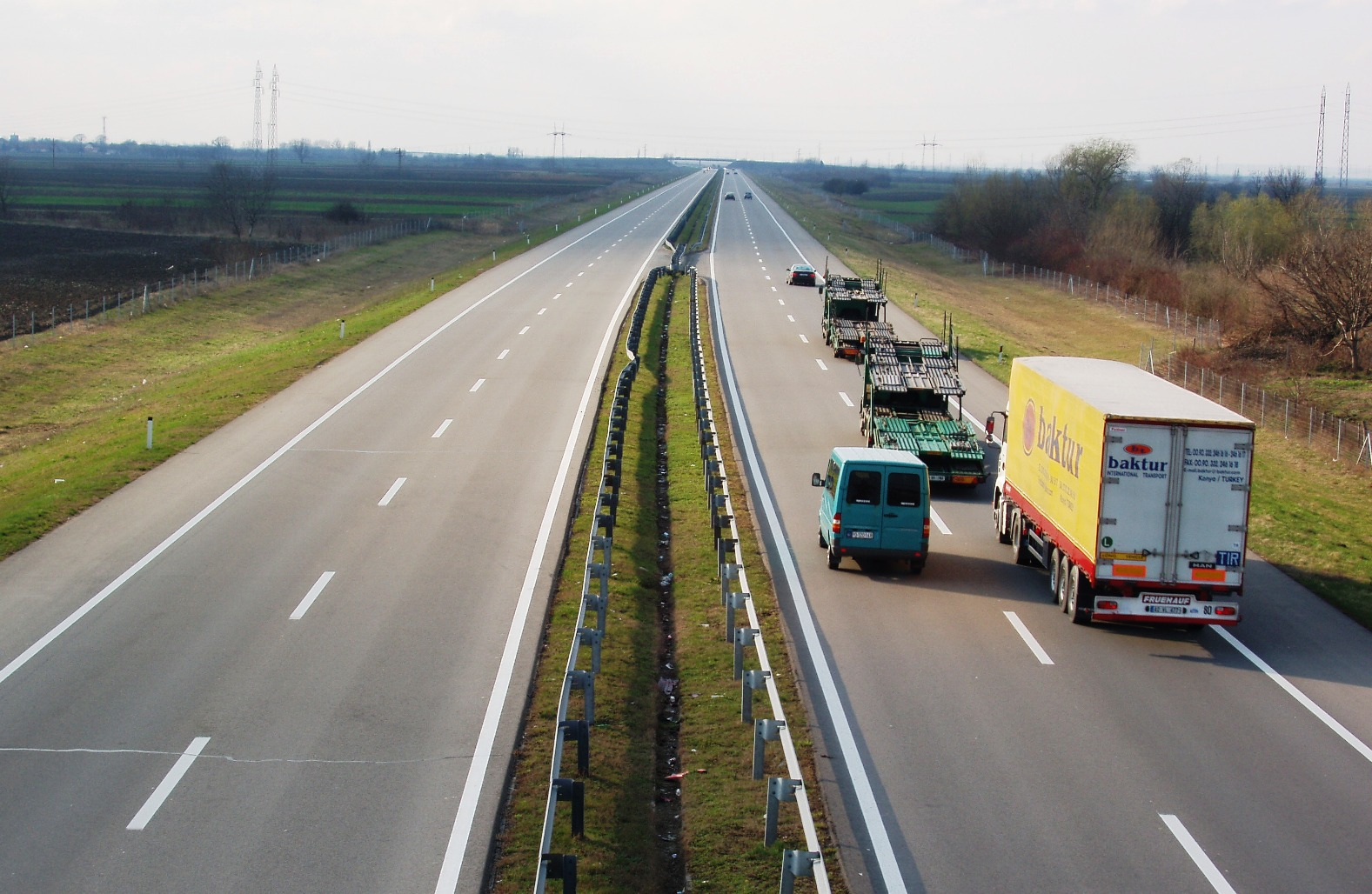
L'autoroute serbe A3 (route européenne E70), près de Sremska Mitrovica.

## Personnalités

### Personnalités nées à Sremska Mitrovica
Dix empereurs romains sont nés à Sremska Mitrovica (Sirmium) ou à proximité de la ville : Trajan Dèce (201-251), Aurélien (vers 207-275), Claude II le Gothique (214-270), Quintillus (?-270), Herennius Etruscus (227-251), Hostilien (?-251), Probus (232-282), Maximien (vers 250-310), Constance II (317-361) et Gratien (359-383).

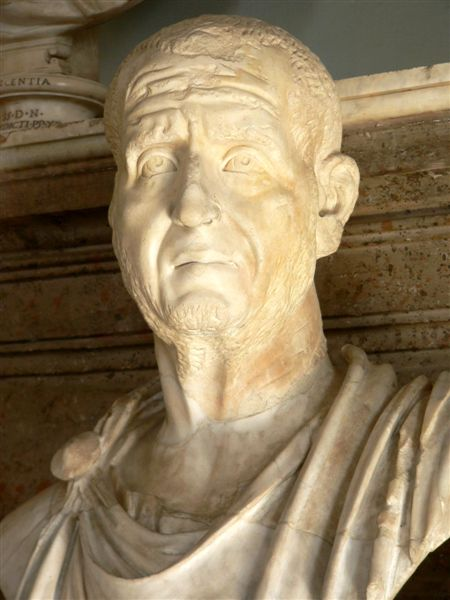
Trajan Dèce.
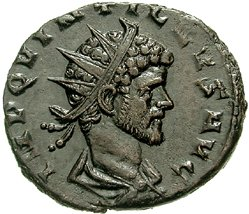
Antoninianus à l'effigie de Quintillus.
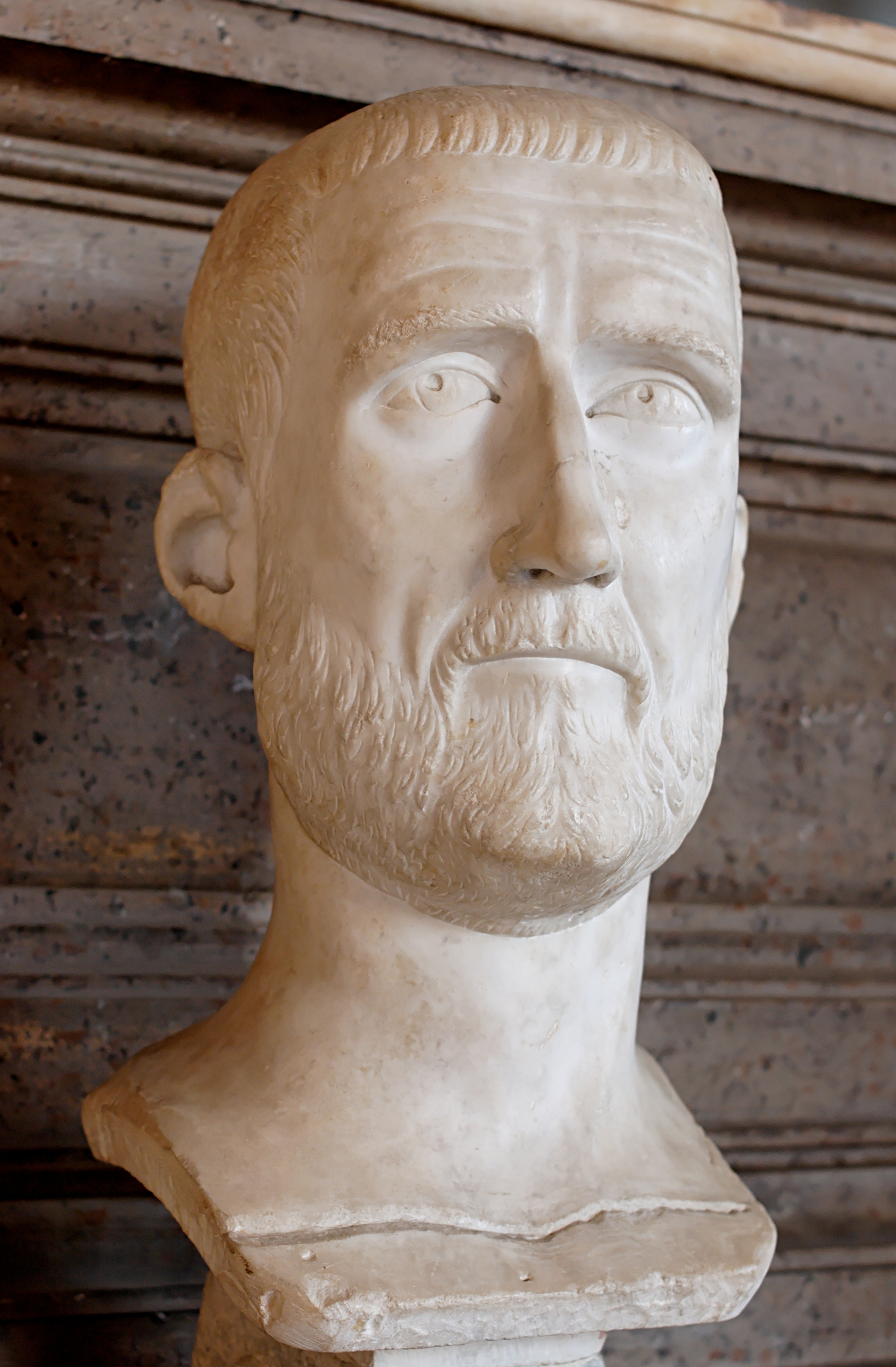
Probus.
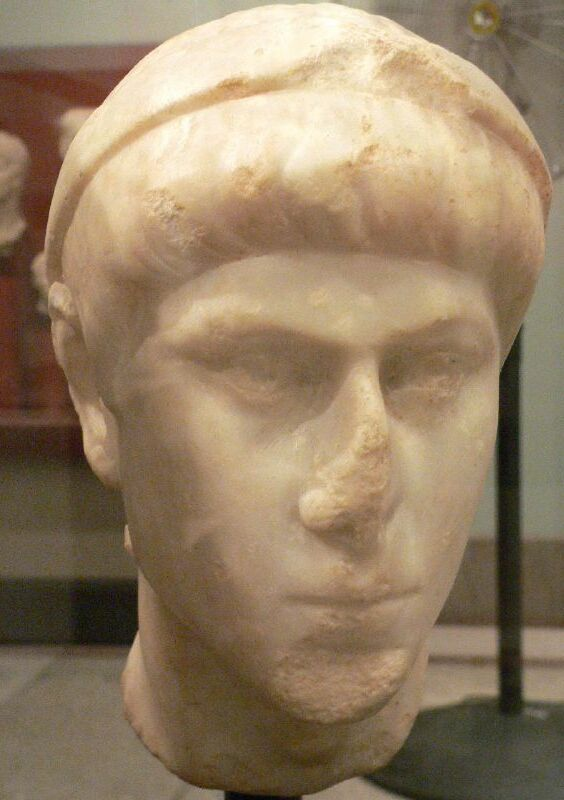
Constance II.
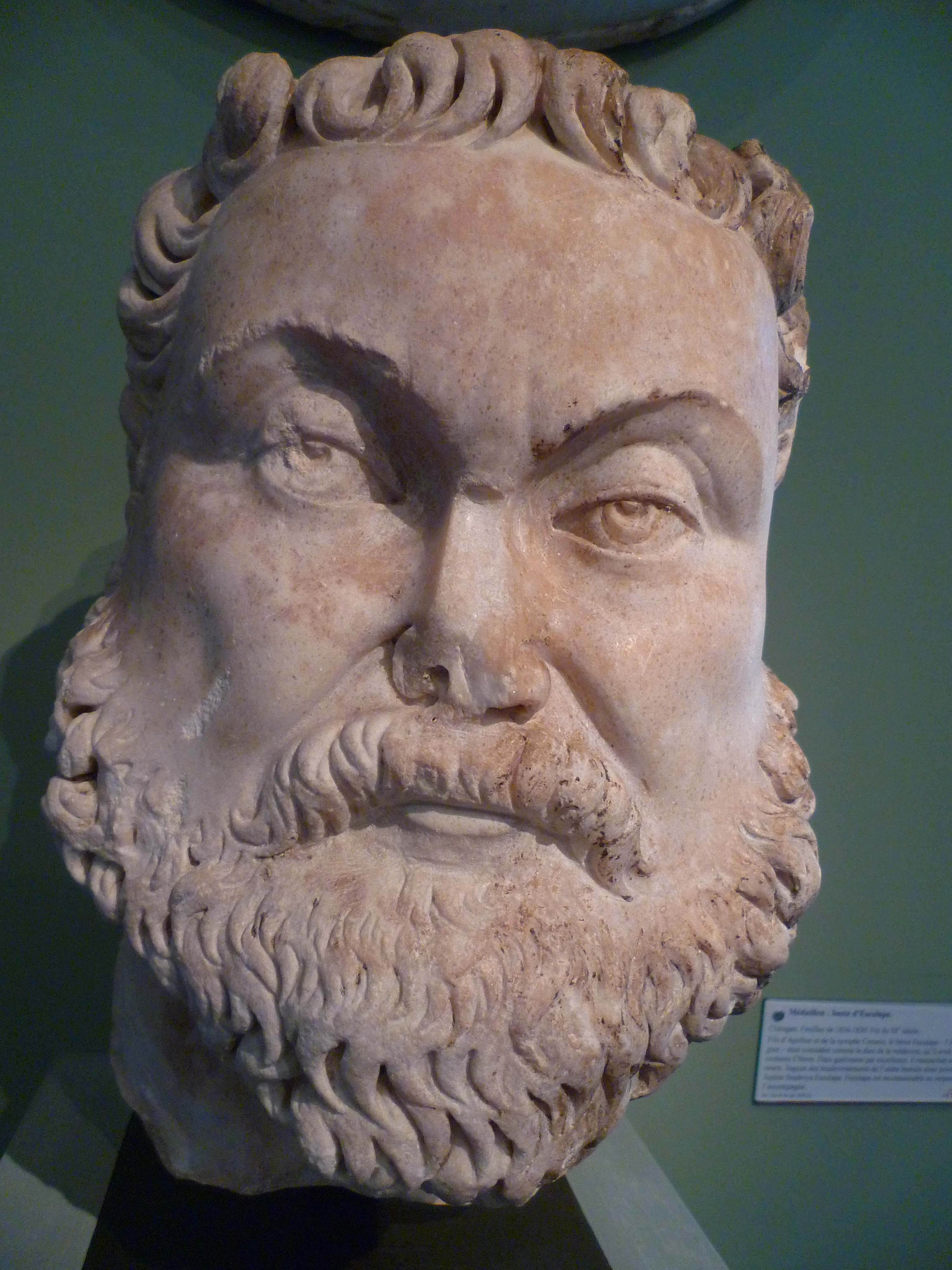
Maximien.

D'autres personnalités sont originaires de la ville :
- Ilarion Ruvarac (1832-1905), moine et historien ;
- Milan Jovanović Batut (1847-1940), médecin ;
- Lazar Vozarević (1925-1968), peintre ;
- Branislav Ivanović (né en 1984), footballeur ;
- Franjo Giler (1907-1943), footballeur ;
- Petar Zec ;
- Ivica Kovačić Štifla (né en 1950), peintre ;
- Darko Mandić, peintre ;
- Petar Milošević (1930-2002), archéologue ;
- Stjepan Musulin (1885-1969), philologue et lexicographe ;
- Boško Novaković, critique littéraire ;
- Branislav Vidić (né en 1934), académicien ;
- Nikola Hristić (1818-1911), homme politique ;
- Milijana Nikolić, cantatrice ;
- Danijela Vranješ, actrice ;
- Nebojša Jovan Živković, musicien ;
- Ognjen Filipović, sportif ;
- Milivoj Nikolajević (1912-1988), peintre ;
- Dragana Tomašević (née en 1982), spécialiste du lancer du disque ;
- Petar Gburčik (1931-2006), météorologue ;
- Sonja Brkić ;
- Đorđe Marković Koder (1806-1891), écrivain ;
- Tatjana Venčelovski, actrice ;
- Boris Pingović, acteur ;
- Marija Savić-Srećković.

### Personnalités ayant séjourné à Sremska Mitrovica
Dans les temps antiques, plusieurs empereurs romains ont séjourné à Sirmium/Sremska Mitrovica : Trajan (53-117), Marc Aurèle (121-180), Septime Sévère (146-211), Dioclétien (vers 245-313), Galère (vers 250-311), Licinius (vers 250-325), Constantin le Grand (272-337) et Théodose le Grand (347-395).

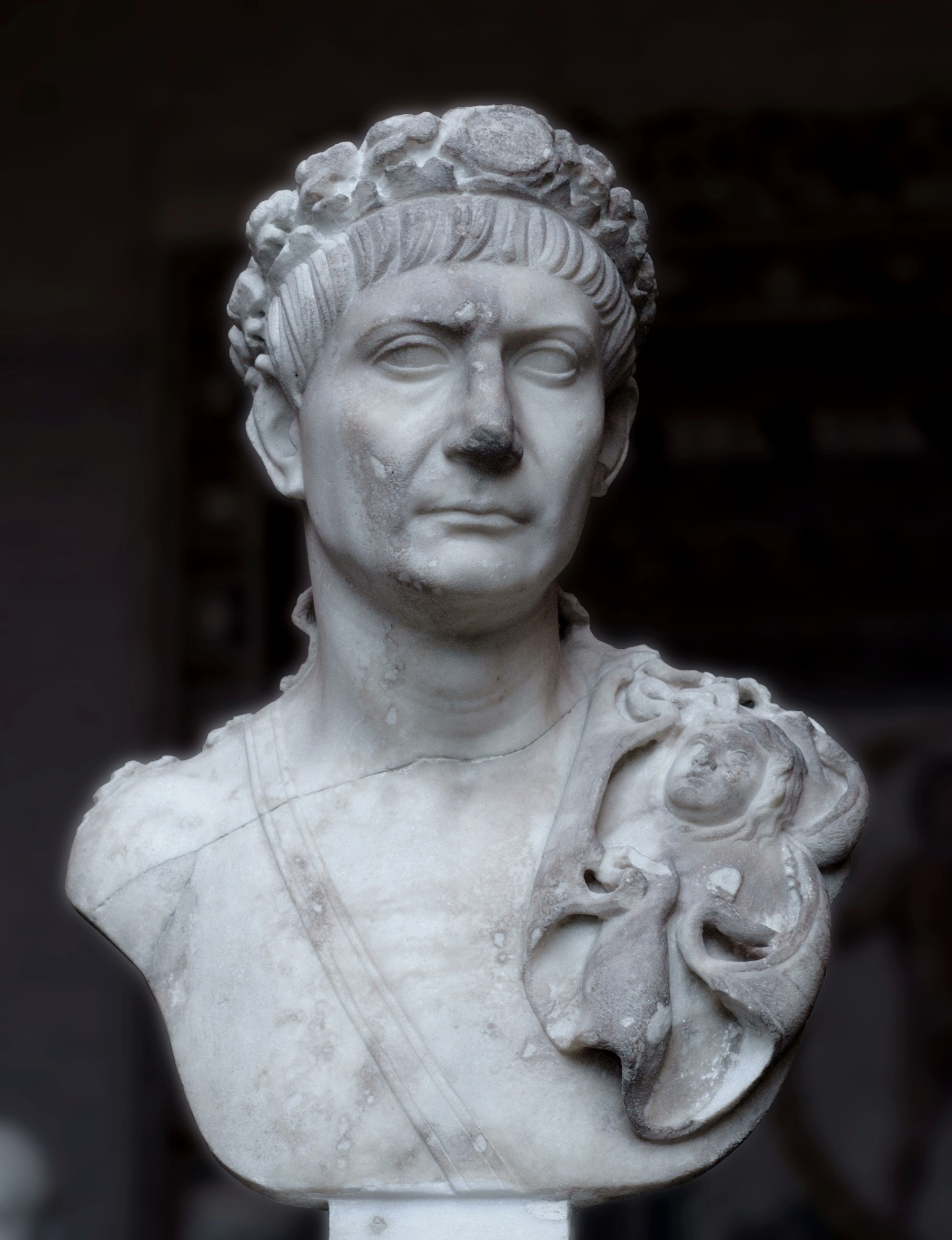
Trajan.
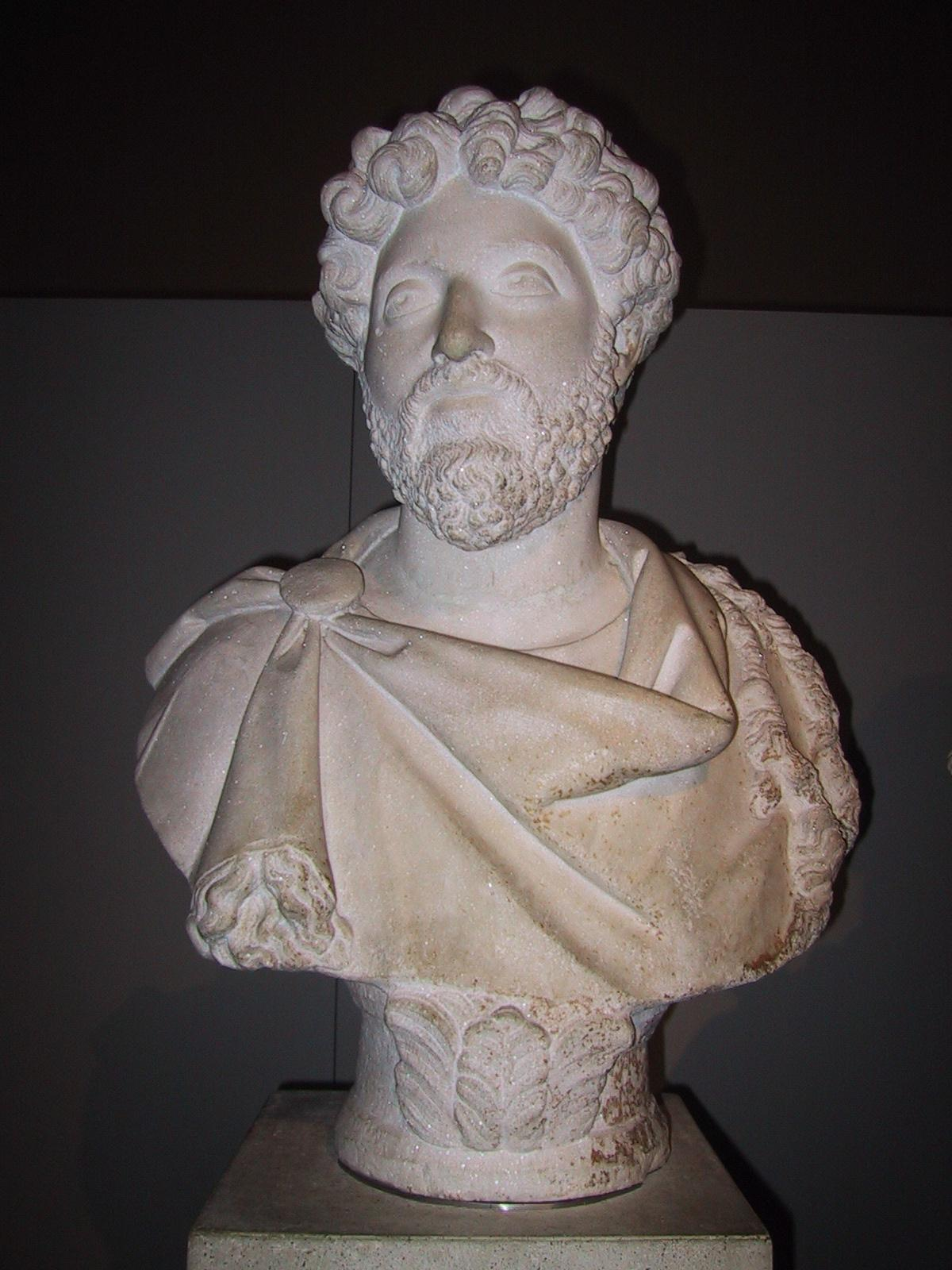
Marc Aurèle.
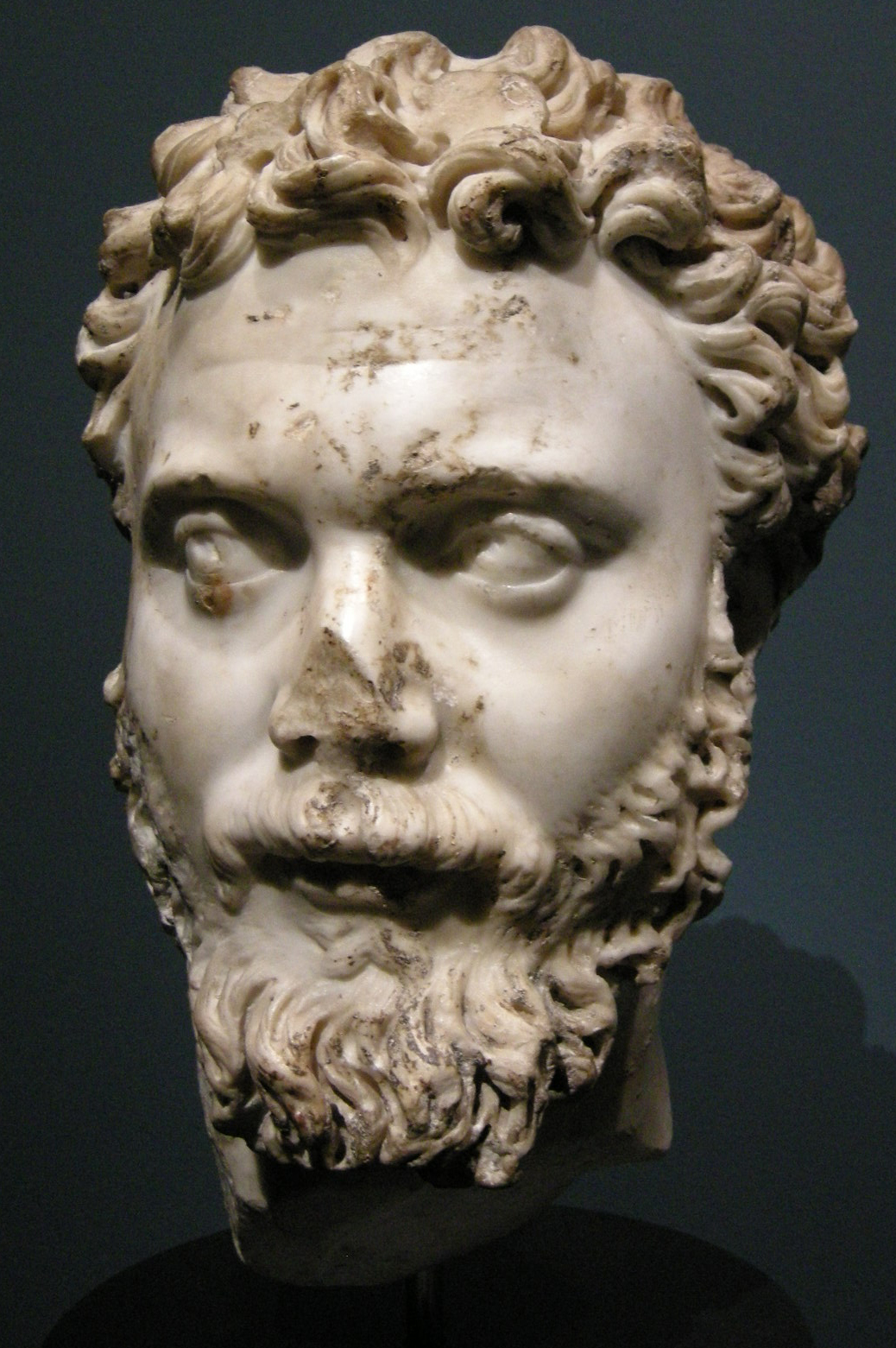
Septime Sévère.
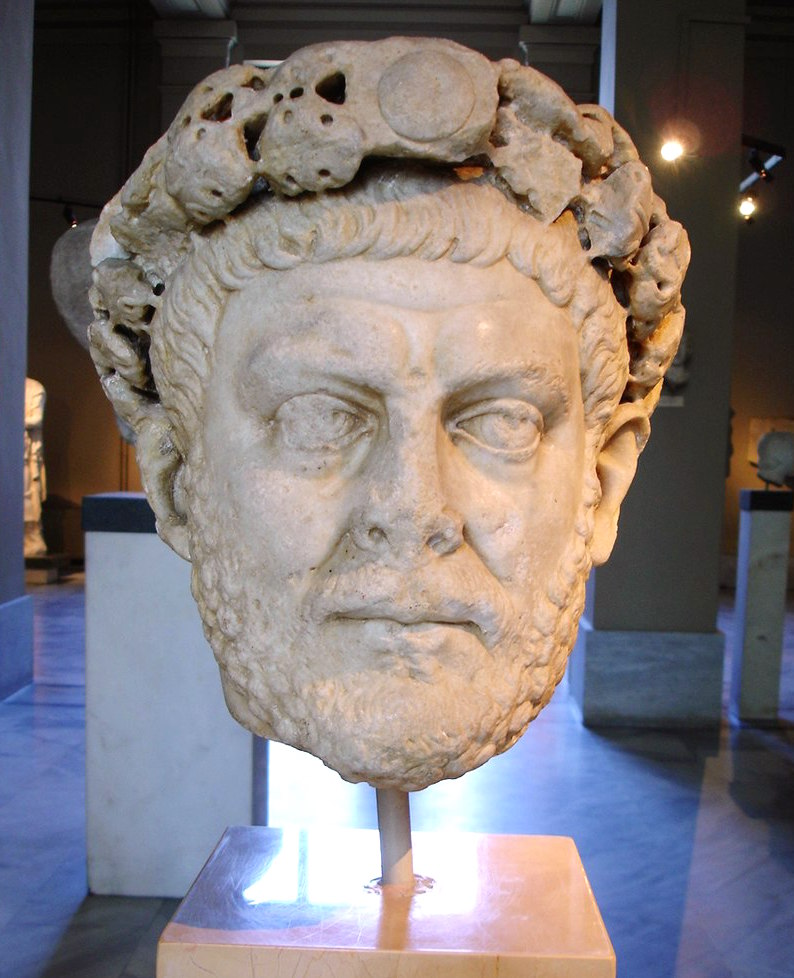
Dioclétien.
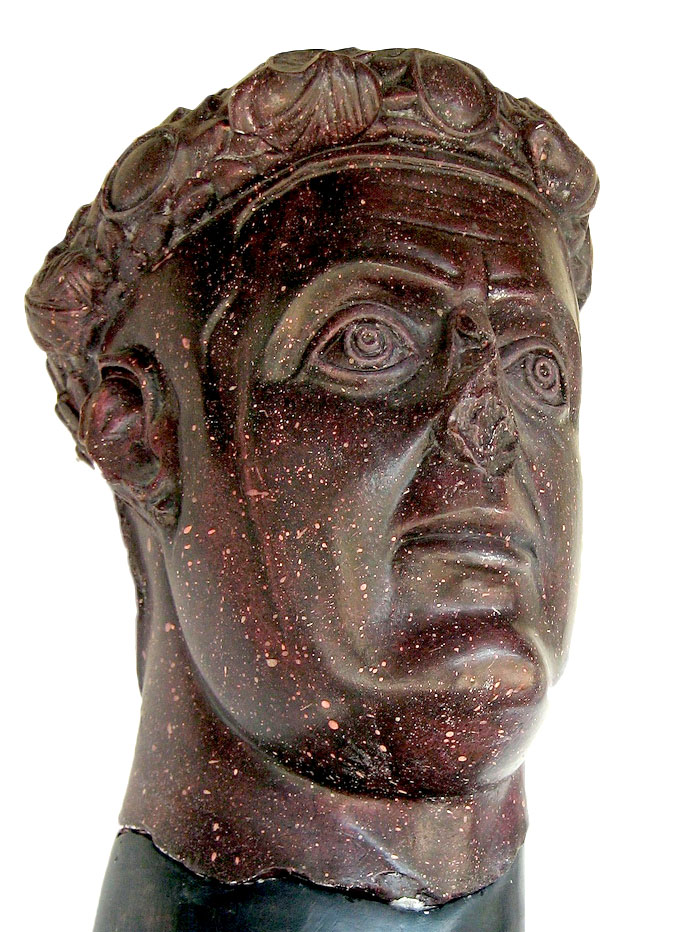
Galère.
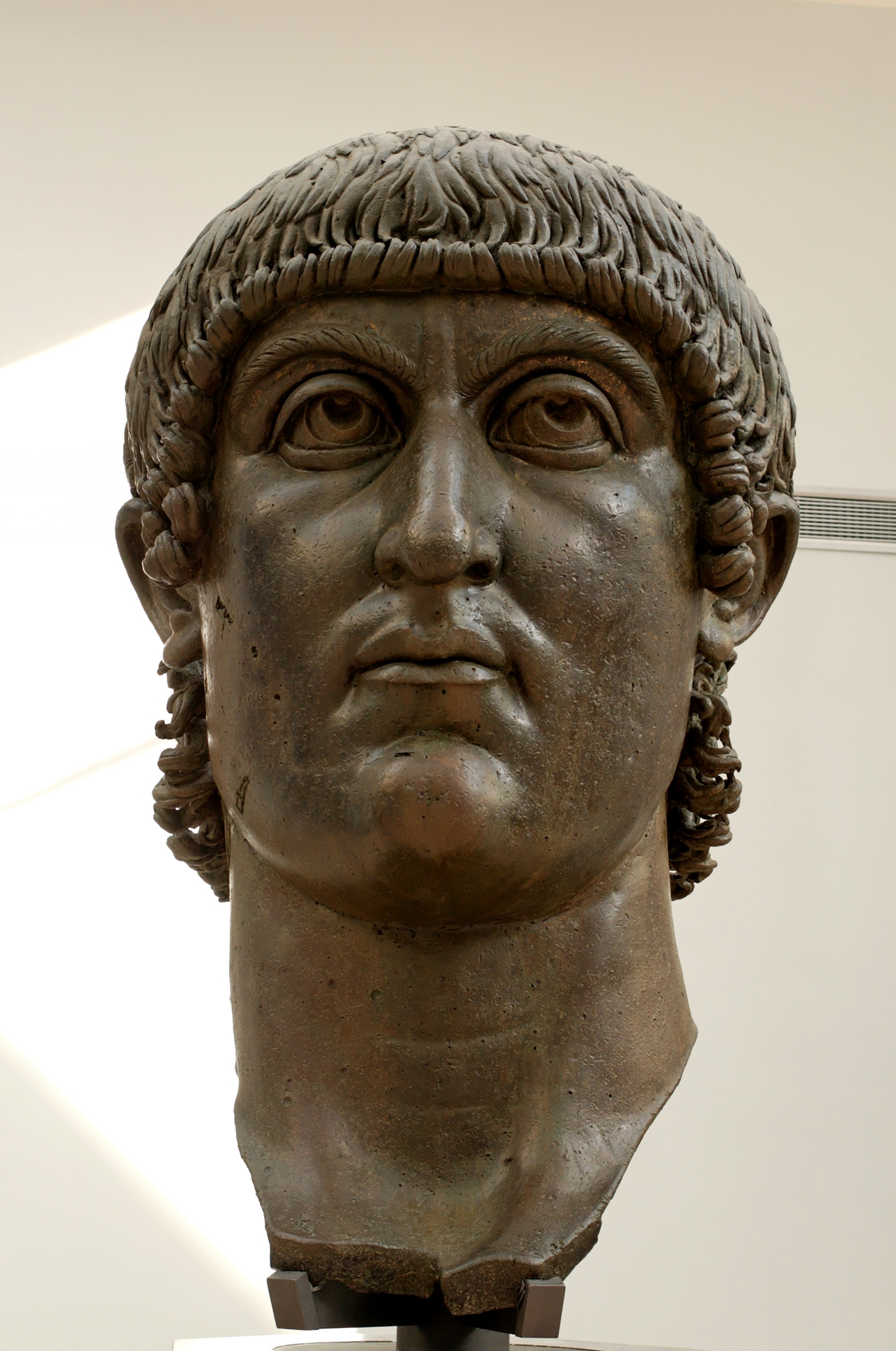
Constantin le Grand.
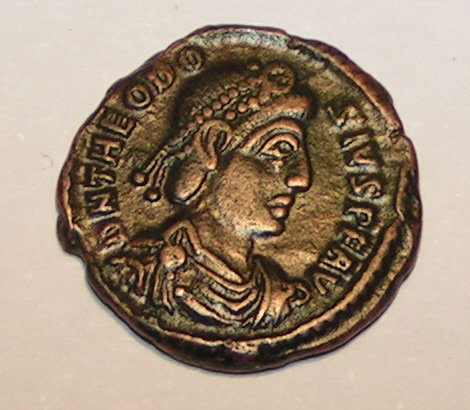
Pièce de monnaie à l'effigie de Théodose le Grand.

Dans des temps plus contemporains, on peut citer :
- Méthode de Salonique (815-885) ;
- Miloš N. Đurić (1892-1967), académicien, philologue ;
- Nikola Radojčić (1882-1964), académicien, historien de l'art ;
- Vaso Čubrilović (1897-1990), académicien, historien ;
- Vojislav J. Đurić (1925-1996), académicien, historien de l'art ;
- Slavko Vorkapić (1894-1976), réalisateur ;
- Mileva Marić-Ajnštajn (1875-1948), femme de science ;
- Boško Palkovljević Pinki (1920-1942), héros national de la Yougoslavie ;
- Veljko Petrović (1884-1947), écrivain ;
- Vladislav Popović (1930-1999), académicien, archéologue ;
- Rudolf Filipović, académicien ;
- Mira Banjac (née en 1929), actrice ;
- Željko Hegedušić, peintre ;
- Grigorije Mikić (1882-1957), théologien ;
- Ignjat Jung (1860-1915), archéologue ;
- Petar Kralj (né en 1941), acteur ;
- Mirko Tepavac (né en 1922), homme politique ;
- Siniša Kovačević, réalisateur et écrivain ;
- Dragan Martinović, peintre ;
- Svetlana Seka Aleksić (née en 1981), chanteuse ;
- Zlatko Tomčić, homme politique ;
- Marko Peričin Kamenjar, héros national de la Yougoslavie ;
- Dejan Milovanović (né en 1984), footballeur.